# LeBron James
Pour les articles homonymes, voir James.
« King James » redirige ici. Pour la Bible King James, voir Bible du roi Jacques.
LeBron Raymone James (prononcé : [ləˈbɹɑn ˈɹeɪmoʊn ˈdʒeɪmz]), né le 30 décembre 1984 à Akron (Ohio), est un joueur professionnel américain de basket-ball. Il évolue actuellement aux Lakers de Los Angeles en National Basketball Association (NBA).
Mesurant 2,06 m et pesant 113 kg, il évolue principalement aux postes d'ailier, de meneur et même celui d'ailier fort sur ses dernières saisons. Il est considéré comme l'un des meilleurs joueurs de l'histoire de la NBA. Il est surnommé « King James » (le Roi James) ou « The Chosen One » (L'Élu). Il est également triple champion olympique avec l'équipe des États-Unis, en 2008, en 2012 et en 2024.
Il établit de nombreux records de précocité à titre individuel, et d’ancienneté au vu de sa longévité à un niveau très élevé. LeBron James est élu rookie de l'année en 2004 et remporte le titre de MVP de la saison régulière à quatre reprises (en 2009, 2010, 2012 et 2013). Il est sacré champion NBA et MVP des Finales en 2012 et 2013 avec le Heat de Miami, en 2016 avec les Cavaliers de Cleveland, et en 2020 avec les Lakers de Los Angeles. En 2019, James est élu sportif masculin de la décennie par l'Associated Press.
LeBron James est sélectionné 20 fois dans les All-NBA Team (un record) dont 13 dans le cinq majeur (record) et sélectionné 21 fois (record) au NBA All-Star Game dont trois fois, où il remporte le titre de MVP. En 2008, il remporte le titre de meilleur marqueur avec 30 points par rencontre.
Depuis le 7 février 2023, LeBron James est le meilleur marqueur de la NBA, devant Kareem Abdul-Jabbar. Le 4 mars 2025, il devient le premier joueur à dépasser les 50 000 points en carrière.
En playoffs, il est également le meilleur marqueur (8 289 points), le 2e meilleur passeur (2 095 passes), le 4e meilleur rebondeur (2 628 rebonds), le meilleur intercepteur (493), le joueur ayant disputé le plus de matchs (292) et remporté le plus de séries (41). Il est également le seul joueur ayant remporté le titre de MVP des finales avec 3 franchises différentes.

## Enfance et carrière à l'école secondaire
LeBron James naît le 30 décembre 1984 à Akron dans l'Ohio. Sa mère Gloria James, alors âgée de 16 ans, doit l'élever seule. Son père, Anthony McClelland, ayant des soucis avec la justice, ne préfère pas s'impliquer dans la vie de son fils.
Sa mère peine à trouver un emploi stable, et déménage souvent, dans différents quartiers de Akron. Réalisant que son fils serait mieux dans un environnement familial plus stable, Gloria James autorise LeBron, alors âgé de 9 ans, à habiter chez Frank Walker, un entraîneur de football local. C'est lui qui initie LeBron au basket-ball.
La première équipe de basket-ball de LeBron James est l'équipe des Northeastern Ohio Shooting Stars, évoluant dans l’Amateur Athletic Association (AAU). L'équipe réalise de bonnes performances au niveau local et national grâce à LeBron James et ses amis Sian Cotton, Dru Joyce et Willie McGee. Ils se surnomment le "Fab Four" et se promettent d'aller dans la même école secondaire.
LeBron James attire l'attention des médias alors qu'il n'est encore qu'au secondaire de Saint Vincent-Saint Mary dans l'Ohio. Ses performances individuelles, qui portent son équipe, lui valent d'être nommé Mr. Basketball de l'Ohio et sélectionné dans la All-USA First Team par le magazine USA Today, pendant trois saisons consécutives. Avant sa dernière année de secondaire, il tente de contourner le règlement de la NBA, qui oblige un joueur à accomplir ses années de secondaire, avant de pouvoir se présenter à la draft. Sa demande est rejetée mais sa dernière année d'école secondaire est hyper-médiatisée, certains de ses matches étant retransmis sur des chaînes du câble.
Il est alors surnommé the Chosen One par le magazine Sports Illustrated (qui en fait d'ailleurs sa une) et présenté comme un nouvel «héritier» de Michael Jordan. Son record de points à l'école secondaire est de 74.
James se déclare éligible pour la draft le 25 avril 2003. Dans la foulée, il signe un contrat de 90 millions de dollars sur sept ans avec Nike. Les Cavaliers de Cleveland (qui sont accusés d'avoir volontairement saboté leur fin de saison afin d'obtenir une bonne place à la draft,), obtiennent le premier choix de la draft et sélectionnent James.

## Carrière en NBA

### Cavaliers de Cleveland (2003-2010)

#### Saison 2003-2004
La première saison de James en NBA ne déçoit pas : il est nommé Rookie of the Year et manque de peu de qualifier les Cavaliers pour les playoffs. Il bat rapidement plusieurs records individuels, devenant notamment le plus jeune joueur de l'histoire de la ligue à marquer 2 000 points à 20 ans et 183 jours, battant la marque jusqu'alors détenue par Kobe Bryant.

#### Saison 2004-2005
La saison 2004-2005 est celle de la confirmation sur le plan individuel : James devient le plus jeune joueur à réaliser un triple-double en janvier (son record de précocité est battu en 2017 par Lonzo Ball) et en mars, il devient le plus jeune joueur à marquer plus de 50 points au cours d'un match. Mais sur le plan collectif, la progression n'est pas aussi évidente : après avoir pris la tête de la division en début de saison, le bilan des Cavaliers s'érode petit à petit. Le limogeage de l'entraîneur Paul Silas vers la fin de la saison ne change rien aux affaires et les Cavaliers manquent encore de se qualifier pour les playoffs pour la seconde année consécutive.

#### Saison 2005-2006

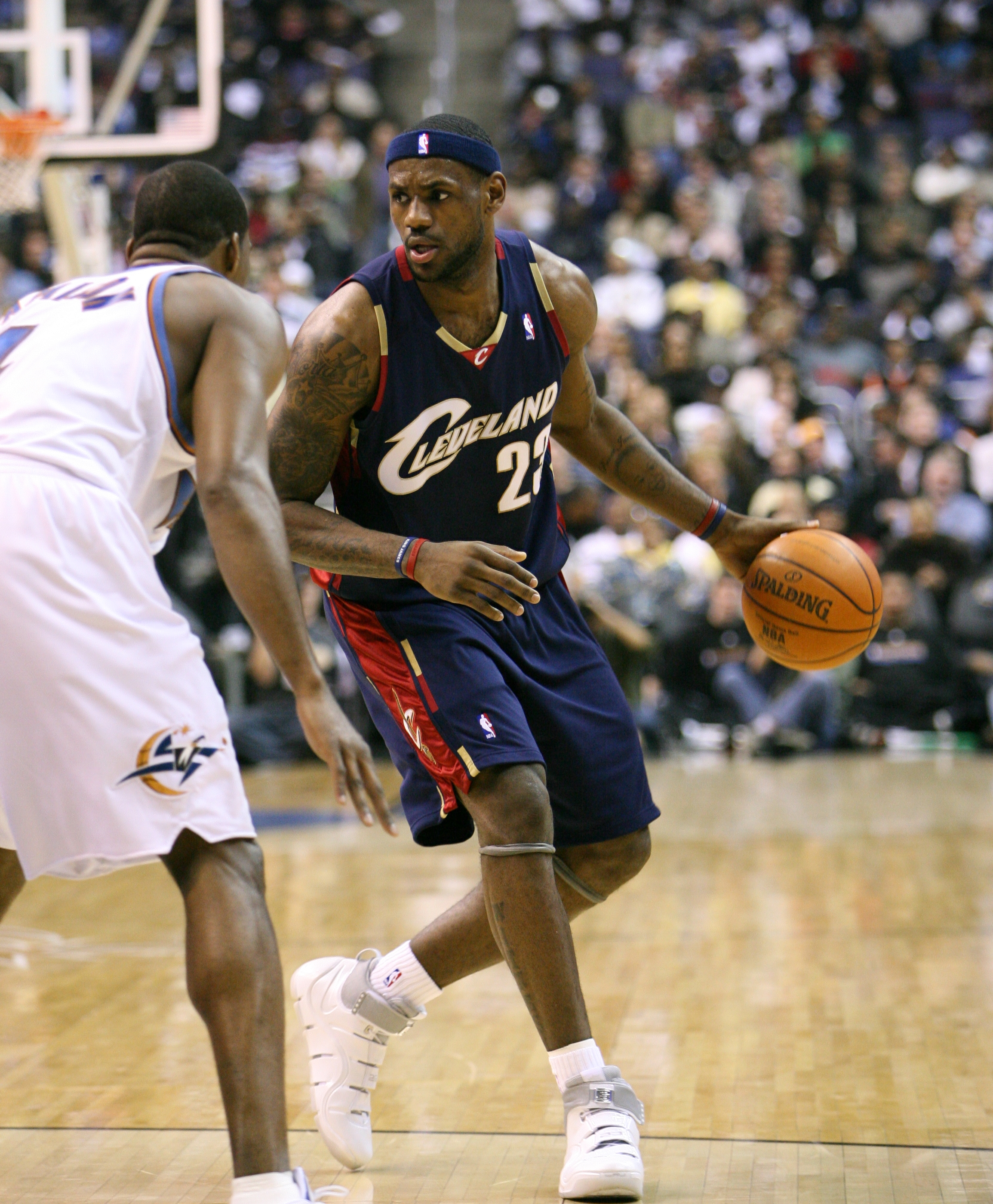
LeBron James sous le maillot des Cavaliers de Cleveland en avril 2007.

En février 2006, il devient le plus jeune basketteur à remporter le titre de meilleur joueur du All-Star Game, organisé cette année à Houston. Au cours du mois de mars, il devient le premier joueur de l'histoire de la NBA à obtenir trois fois d'affilée le titre de meilleur joueur de la semaine, alors que les Cavaliers se dirigent vers les phases finales. James finit la saison régulière avec 31,4 points, 7,0 rebonds et 6,6 passes de moyenne.
En avril 2006, lors du premier match de sa carrière en playoffs, il réussit un triple-double (32 points, 11 rebonds et 11 passes), devenant seulement le 3e joueur à réaliser cette performance après Johnny McCarthy en 1960 et Magic Johnson en 1980. Il finit également 2e au classement du MVP de la saison. "King James" a permis à sa franchise de passer l'obstacle Wizards au premier tour, avant d'offrir une résistance inattendue contre Detroit. Auteur d'un nouveau triple-double lors du match 3, James contraint les Pistons à jouer leur qualification lors d'un 7e match décisif. Les joueurs du Michigan l'emportent finalement en resserrant la défense autour du jeune prodige, qui termine néanmoins ses premiers playoffs avec des moyennes de 30,8 points, 8,1 rebonds et 5,8 passes décisives.

#### Saison 2006-2007
La saison suivante est moins accomplie pour James, il tourne à 27,3 points, 6 passes décisives et 6,7 rebonds par rencontre. Après avoir éliminé les Wizards de Washington et les Nets du New Jersey en playoffs, il qualifie Cleveland pour ses premières finales NBA en battant les Pistons de Detroit. Au cours du match 5 contre les Pistons il marque 29 des 30 derniers points de son équipe qu'il mène ainsi à la victoire. Lors de la première rencontre de la finale face aux Spurs de San Antonio, James manque ses 9 tirs de champs et ne marque que 4 points sur des lancers francs lors des deux premières périodes. James finit la rencontre avec 14 points, 7 rebonds et 4 passes décisives dans la défaite (85-76) des Cavaliers. Les performances de James s'améliorent un peu dans les parties suivantes, mais ce n'est pas suffisant : les Cavaliers s'inclinent 4-0 dans la série.

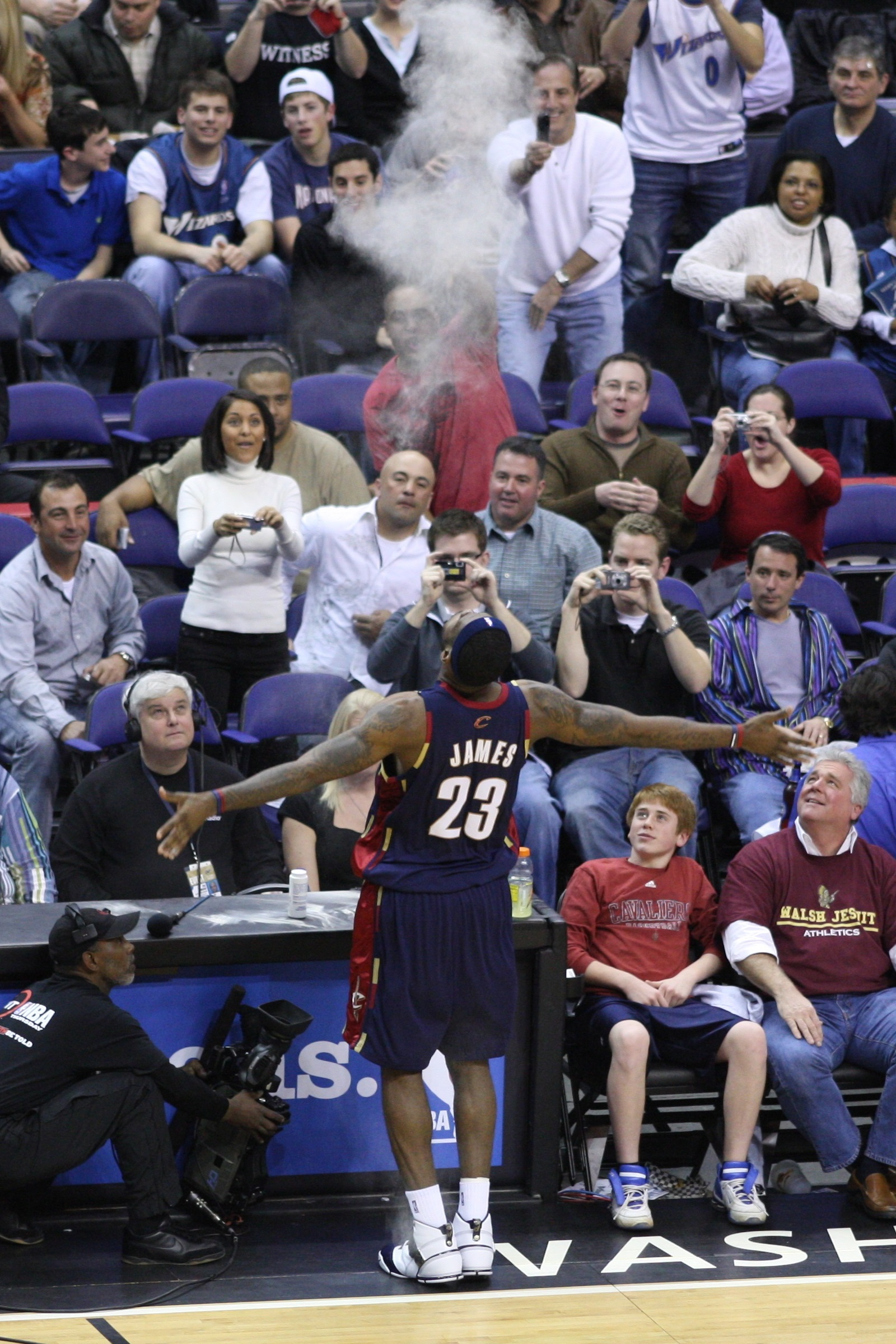
LeBron James sous le maillot des Cavaliers de Cleveland en mars 2008.

#### Saison 2007-2008
Lors de la saison 2007-2008, James est élu MVP du All-Star Game après celui de 2006 avec 27 points, 9 rebonds et 8 passes décisives. Il est aussi le meilleur marqueur de la saison régulière avec en moyenne 30 points par rencontre. James et Cleveland sont éliminés en demi-finale de conférence face aux Celtics de Boston (4-3), les futurs vainqueurs. Peu à l'aise lors de la série face à la défense de Boston, James marque toutefois 45 points, lors de la septième manche.

#### Saison 2008-2009
Lors de la saison 2008-2009, les Cavaliers finissent meilleure équipe de la NBA et James est élu MVP. Les Cavaliers éliminent les Pistons en 4 matchs secs lors du premier tour des playoffs, puis les Hawks d'Atlanta, toujours en quatre rencontres. Les Cavaliers sont ensuite éliminés en finale de la Conférence Est par le Magic d'Orlando de Dwight Howard sur le score de 4-2. Malgré la défaite, LeBron James réalise des moyennes de 38,5 points, 7,7 passes et 8,3 rebonds lors de la série.

#### Saison 2009-2010
Pour la saison 2009-2010, les Cavaliers font venir le pivot Shaquille O'Neal pour aider James. Puis, en milieu de saison, Antawn Jamison arrive des Washington Wizards.
Malgré des débuts difficiles Cleveland termine meilleure équipe de la saison régulière, ce qui leur assure l'avantage du terrain pour toute la durée des playoffs. Il réalise l'une des performances statistiques les plus importantes de la saison avec un triple-double, 43 points, 13 rebonds et 15 passes lors d'une défaite 118 à 116 face aux Nuggets de Denver, où Carmelo Anthony inscrit 40 points, dont le panier victorieux. LeBron James devient le premier joueur à réaliser au moins 40 points, 15 passes et 13 rebonds depuis les 42 points, 18 passes et 15 rebonds d'Oscar Robertson en février 1962.
Sur la saison, LeBron James marque 29,7 points de moyenne par rencontre, prend 7,3 rebonds et fait 8,6 passes décisives. Il ne termine toutefois pas meilleur marqueur puisque Kevin Durant remporte ce titre. Au premier tour des playoffs, les Cavaliers affrontent les Bulls de Chicago qui ont terminé 8e à l'est. Les Cavaliers remportent la série 4 victoires à 1. En demi-finale de conférence, leur adversaires sont les Celtics de Boston. La série entre les deux équipes se révèle très surprenante avec 2 défaites à domicile pour Cleveland et Boston finit par s'imposer 4-2. James est élu pour la deuxième année consécutive MVP de la saison régulière avec 116 premières places sur 121 possibles, il fait mieux que l'année précédente (109 fois premier).

### Heat de Miami (2010-2014)
À l'issue de la saison 2009-2010, il devient agent libre (free-agent) comme de nombreuses autres superstars tels que Dwyane Wade, Chris Bosh ou Amar'e Stoudemire. Il annonce le 8 juillet 2010 dans une émission spéciale à la télévision son départ de Cleveland pour le Heat de Miami. Il y joue notamment avec Dwyane Wade et Chris Bosh qui forment le Big Three, les trois joueurs principaux, du Heat. Il signe un contrat de 4 ans (avec 2 ans en option).
Avec cette signature spectaculaire et sa méthode d'annonce controversée, nommée par les journalistes américains The Decision (« La Décision »), LeBron James essuie de nombreuses critiques venant des fans déçus des Cavaliers de Cleveland et de son propriétaire.
Le club de Miami ayant retiré le numéro 23 le 11 avril 2003 en hommage à Michael Jordan, James porte à Miami le numéro 6, un numéro qu'il utilise déjà en sélection nationale.

#### Saison 2010-2011: désillusion de première année

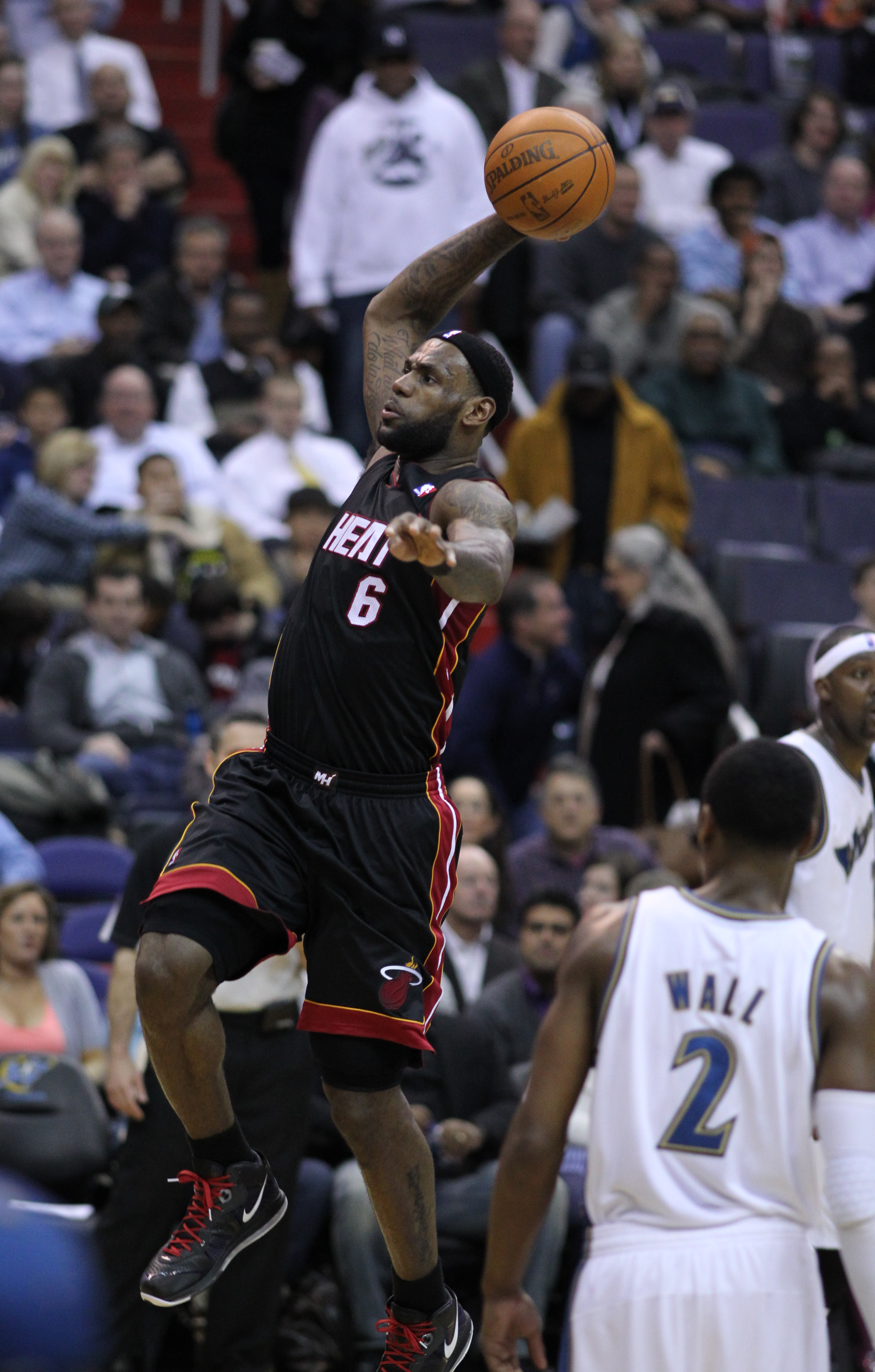
LeBron James sous le maillot du Heat de Miami en mars 2011.

Pour son retour à Cleveland avec le Heat de Miami, LeBron James est hué par le public durant toute la partie. Malgré cela, il contribue activement à la victoire de son équipe et réalise son meilleur match de début de saison du point de vue statistique, avec 38 points, 8 passes décisives et 5 rebonds.
Le 25 décembre à Los Angeles, contre le champion en titre, les Lakers, LeBron James et le Heat s'imposent largement sur le score de 96 à 80. James réalise un triple-double : 27 points, 11 rebonds et 10 passes, le 3e depuis son arrivée à Miami et le 31e de sa carrière.
Après des débuts difficiles, le Heat de Miami de Dwyane Wade et Chris Bosh remonte la pente et enregistre avec 23 victoires et 9 défaites en 32 matches, la meilleure entame de saison de sa carrière. Depuis début janvier, James surnomme l'équipe du Heat les Heatles en référence aux Beatles et au taux de remplissage des salles lors du passage de son équipe qui est de 99,1%.
Le 3 février, il inscrit 51 points, prend 11 rebonds et distribue 8 passes décisives lors d'une victoire du Heat face au Magic d'Orlando. Ses 51 points constituent le meilleur total de la saison NBA 2010-2011.
Lors du All-Star Game, le 20 février, James devient le deuxième joueur de l'histoire après Michael Jordan à réaliser un triple-double avec 29 points, 12 rebonds et 10 passes décisives. Cependant, son équipe des All-Stars de la Conférence Est est battue par celle de l'Ouest et c'est Kobe Bryant (37 points et 14 rebonds) qui est élu MVP.
Malgré de nombreuses critiques tout au long de la saison, LeBron James termine deuxième marqueur de la NBA lors de sa première saison avec le Heat de Miami et troisième au classement du NBA Most Valuable Player derrière Derrick Rose et Dwight Howard. Son coéquipier et ami Dwyane Wade termine quatrième marqueur de la ligue. Cela montre que l'entente entre les deux stars a parfaitement marché. De plus, le Heat de Miami termine deuxième de la conférence est.
Après avoir éliminé les 76ers de Philadelphie au premier tour 4-1, le Heat et LeBron sortent les Celtics en demi-finale de conférence, 4-1 également. Cette victoire est symbolique pour James qui avait buté à deux reprises sur Boston en demi-finale de conférence est, en 2008 et en 2010 avec Cleveland. Lors de cette série, James élimine les Celtics en marquant les 10 derniers points dont deux trois points « clutch » et un dunk surpuissant de la cinquième et dernière rencontre de la série, dont le score final est 97 à 87. Le Heat élimine les Bulls de Chicago sur le score de 4 à 1 en finale de conférence et obtient le droit d'affronter en finale NBA les joueurs des Mavericks de Dallas, vainqueurs du Thunder d'Oklahoma City. À l'issue de la cinquième rencontre à Chicago, Scottie Pippen déclare même que « Michael Jordan est peut-être le meilleur marqueur à avoir joué à ce jeu, mais j’irais jusqu’à dire que LeBron James est peut-être le meilleur joueur à avoir joué. Le plus complet.» Miami perd finalement la finale sur le score de 4 à 2 avec une décevante prestation de LeBron James. Il ne totalise au bout du compte que 21 points, 6 passes, 4 rebonds et 6 balles perdues, lors de la sixième et dernière rencontre de la série.

#### Saison 2011-2012: premier titre NBA

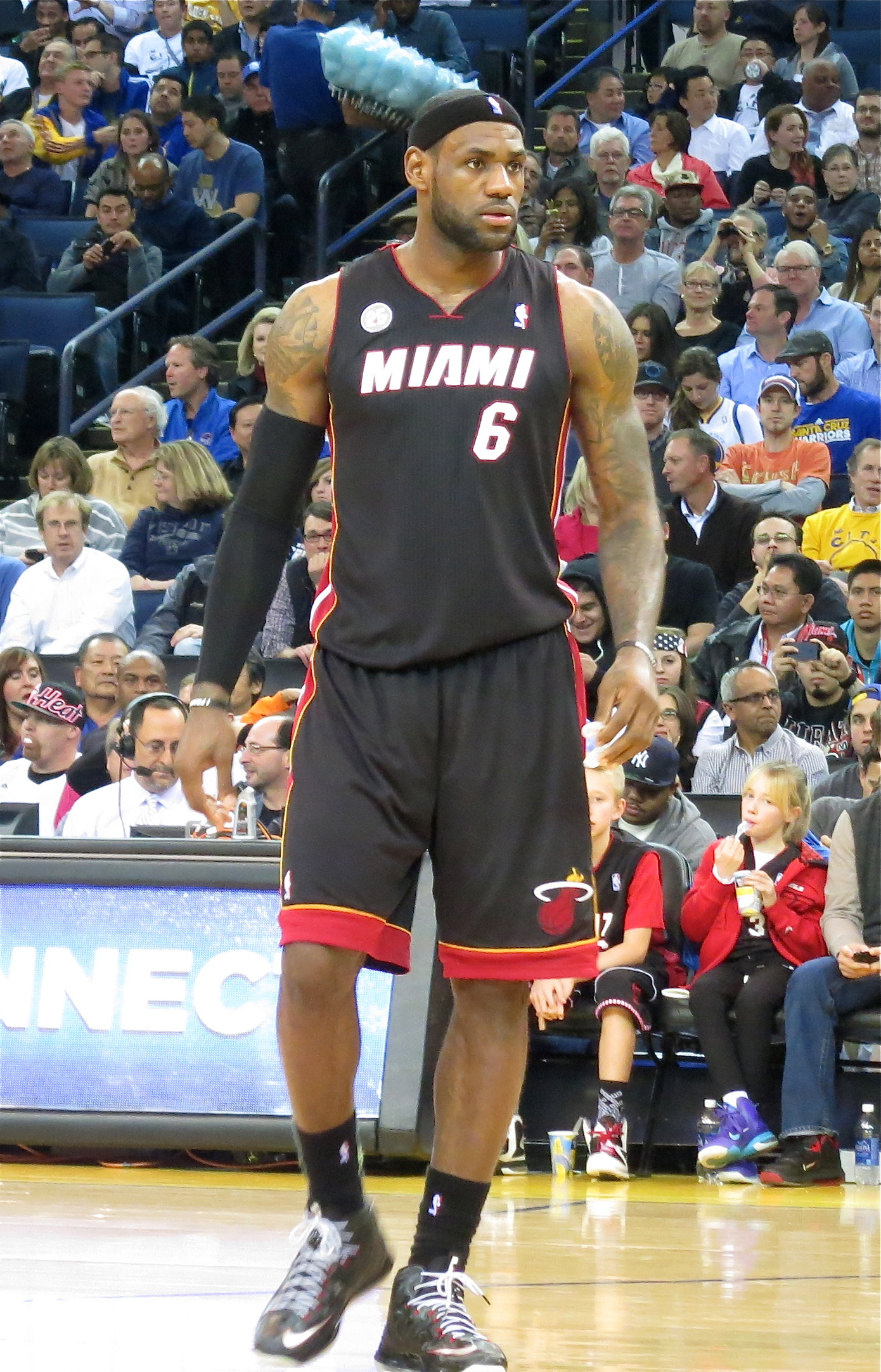
LeBron James sous le maillot du Heat de Miami en 2013, portant un basketball sleeve sur son bras droit.

La saison 2011-2012 est écourtée pour cause de lock-out : la saison régulière ne compte que 66 rencontres. Au coude à coude avec Kevin Durant du Thunder d'Oklahoma City, James remporte le titre de NBA Most Valuable Player, avec des moyennes de 27,1 points, 7,9 rebonds et 6,2 passes décisives pendant la saison régulière. James est le meilleur marqueur, passeur, rebondeur et intercepteur de son équipe en saison régulière. Le Heat se qualifie pour les playoffs en terminant champion de la division Sud-Est, deuxième de la Conférence Est et quatrième de la ligue.
Le Heat bat les Pacers de l'Indiana en demi-finale de conférence. Dans la 4e rencontre, il marque 40 points, prend 18 rebonds et fait 9 passes décisives. Il est le deuxième joueur de l'histoire après Elgin Baylor à marquer au moins 40 points, prendre au moins 18 rebonds et délivrer au moins 9 passes décisives.
Lors de la finale de conférence Est, le Heat de Miami est mené 3 à 2 face aux Celtics de Boston et se retrouve face à une élimination dans cette série au meilleur des 7 matches. Lors du 6e match, James marque 45 points, prend 15 rebonds et délivre 5 passes décisives et Miami s'impose 98 à 79 pour arracher un septième match, à domicile. C'est la deuxième fois dans l'histoire de la NBA qu'un joueur marque au moins 45 points, prend 15 rebonds et délivre 5 passes décisives dans un match éliminatoire (la première fois, c'était Wilt Chamberlain contre les Hawks de Saint-Louis en 1964). Le 7e match, décisif, est gagné par Miami 101 à 88 ; à cette occasion James marque 31 points et prend 12 rebonds.
Dans ces playoffs 2012, LeBron James et le Heat atteignent la finale face au Thunder. Le Heat l'emporte 4-1. Auteur de 30 points, 11 rebonds et 7 passes sur la série, ainsi qu'un triple-double (26 points, 11 rebonds et 13 passes décisives), dans la dernière rencontre, il est élu MVP des finales.

#### Saison 2012-2013:back-to-back

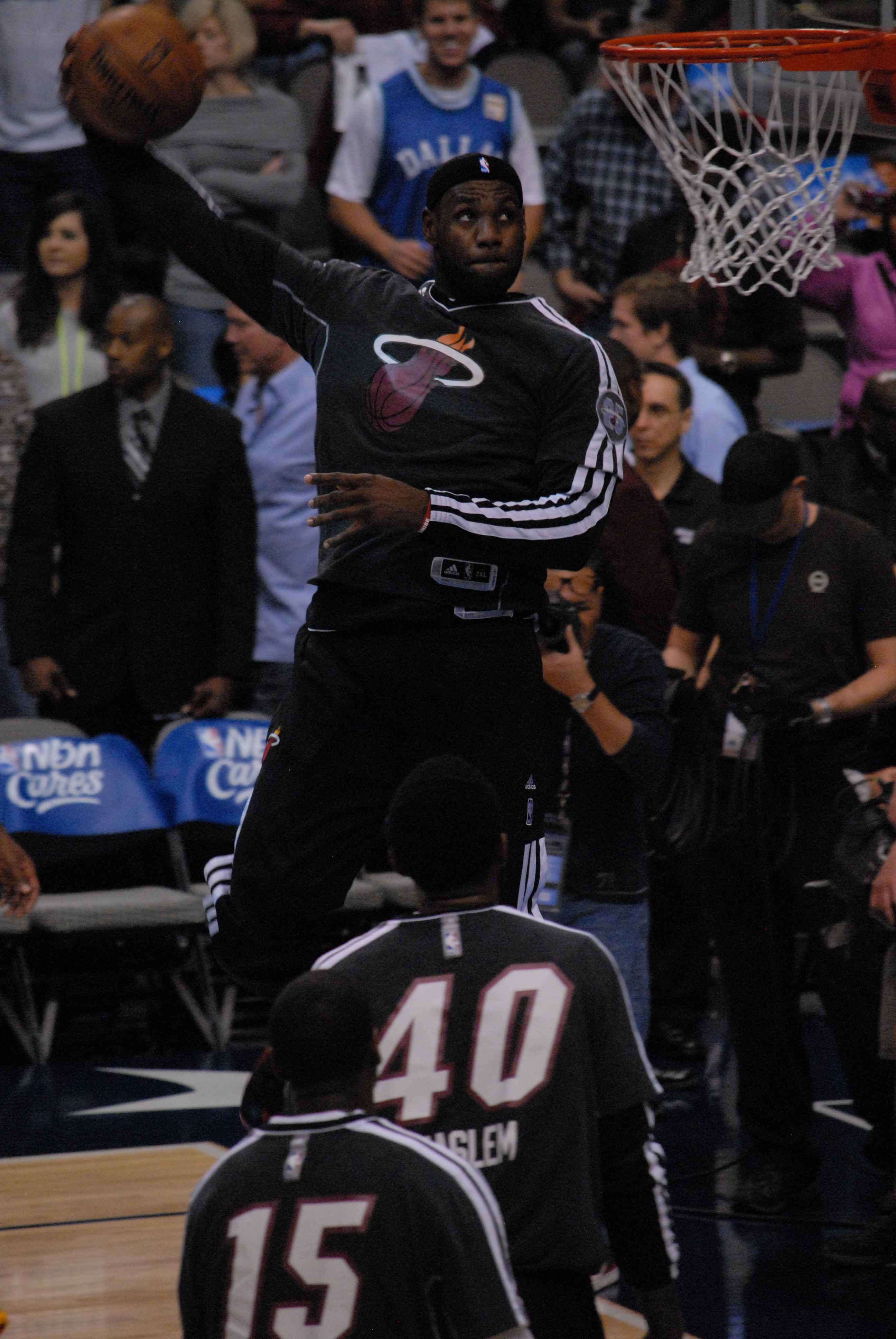
LeBron James à l'échauffement avec le Heat de Miami avant un match en décembre 2012.

LeBron James commence à nouveau très bien la saison, puisqu'il aligne les performances statistiques, qui lui valent d'être élu Joueur du mois de novembre. Son équipe prend la tête de la conférence Est et James améliore son niveau de jeu pour obtenir, en décembre, des statistiques de 27,5 points par match à 55% au tir, 8,1 rebonds, 7,5 passes décisives et 2 interceptions. Seuls Wilt Chamberlain et Larry Bird avaient obtenu de telles statistiques. Il est élu joueur du mois de la conférence Est pour une seconde fois consécutive, marquant la fin d'une année exceptionnelle avec les principaux titres personnels (MVP de la saison régulière et des Finals) et collectifs (Champion NBA et Champion olympique) ce que seul Michael Jordan avait réalisé avant lui.
En décembre 2012, il est élu Sportif de l'année par le magazine Sports Illustrated et par la Fédération américaine de basket-ball ainsi que dans d'autres médias.
Lors du match du 10 janvier 2013 face aux Trail Blazers de Portland, sa série de 54 matchs, où il marque 20 points ou plus s'arrête. C'est la seconde plus longue série de l'histoire de la NBA pour un début de saison[réf. nécessaire].
Le 17 janvier 2013 lors de la victoire de Miami sur les Warriors du Golden State, LeBron James devient le plus jeune joueur de l'histoire de la NBA à atteindre la barre des 20 000 points en carrière, battant ainsi le record détenu jusque-là par Kobe Bryant. Il atteint également ce même jour la barrière des 5 000 passes décisives en carrière. Le 18 mars, le Heat de Miami devient, en battant les Celtics de Boston, la franchise avec la deuxième plus longue série de victoires soit 23 victoires, devançant désormais les Rockets de Houston de 2008. Le 20 mars, lors d'une victoire contre les Cavaliers, James inscrit son quatrième triple-double de la saison, son 36e en carrière. La série de victoires du Heat prend fin contre les Bulls de Chicago après 27 victoires. Le record NBA est détenu par les Lakers de Los Angeles de la saison 1971-1972 avec trente-trois victoires.
Au terme de cette saison, James termine 4e marqueur, 4e à la réussite aux tirs, 10e passeur, 10e intercepteur, 21e rebondeur et 36e contreur avec un PER (Player efficiency rating) de 31,59, le meilleur de la NBA, c'est la sixième année consécutive qu'il termine avec le meilleur PER, avant lui seul Wilt Chamberlain avait fait autant et seul Michael Jordan a fait mieux, avec 7 années consécutives. Il termine deuxième au vote du meilleur défenseur de l'année avec 18 premières places derrière Marc Gasol.
Sans surprise, après un premier tour de playoffs, remporté 4-0 contre les Bucks de Milwaukee, il est élu MVP pour la 4e fois de sa carrière. À 28 ans, il est le plus jeune joueur à compter quatre fois cette récompense dans l'histoire de la NBA et rentre dans un cercle très fermé dont seuls Kareem Abdul-Jabbar, Bill Russell, Michael Jordan et Wilt Chamberlain font partie. Il est le seul joueur avec Russell à avoir remporté quatre titres de MVP en cinq ans et le seul avec Jabbar à avoir réalisé deux doublés; comme ce dernier avec deux équipes différentes dans sa carrière. Il manque de marquer l'histoire pour un seul vote (120/121) qui lui aurait permis de devenir le premier joueur élu à l'unanimité.
Miami bat ensuite les Bulls de Chicago en cinq matches, avant de disposer en sept matches des Pacers de l'Indiana. James est sanctionné par la ligue pour avoir effectué un flop. En finale, le Heat est opposé aux Spurs de San Antonio. James réalise un nouveau triple-double avec 18 points, 18 rebonds et 10 passes décisives lors de la première rencontre. La série est très serrée et Miami bat finalement San Antonio au bout de sept manches. James remporte une nouvelle fois le titre de MVP des finales et devient le troisième joueur avec Michael Jordan et Kareem Abdul-Jabbar à combiner plus de deux titres de MVP, deux titres de champion et deux titres de MVP des finales.

#### Saison 2013-2014

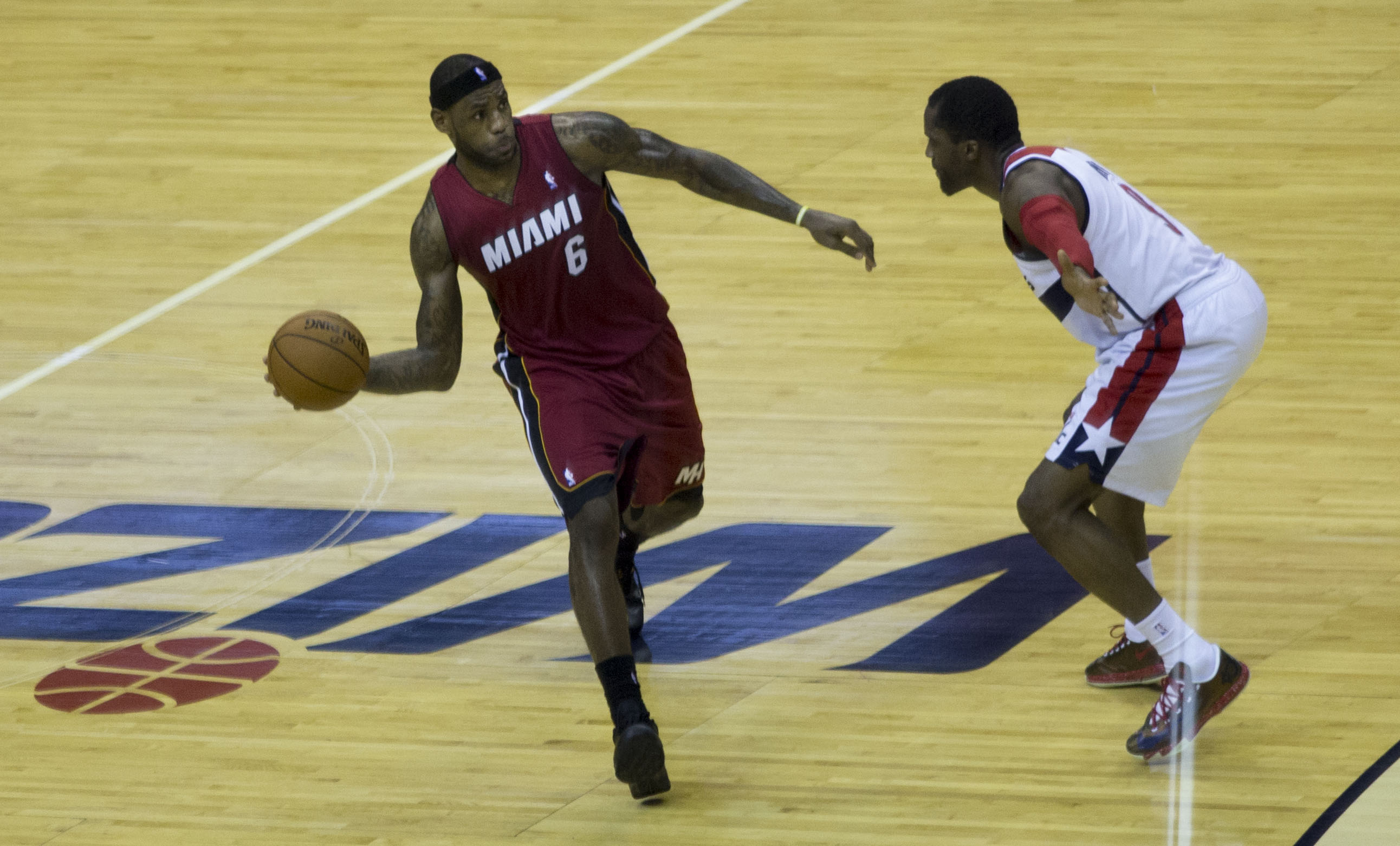
LeBron James faisant une passe avec le Heat de Miami en janvier 2014.

Le 20 février 2014, lors de la victoire des siens 101 à 83 face au Thunder d'Oklahoma City, James a le nez fracturé à la suite d'une manchette de Serge Ibaka. Il manque ainsi le match suivant contre les Bulls de Chicago mais joue masqué, le 27 février, contre les Knicks de New York. Lors de ce match, il marque 31 points à 13/19 aux tirs et doit encore porter son masque durant deux semaines. Alors qu'il a porté un masque noir durant ce match, la NBA le contacte pour lui demander de jouer avec un masque transparent pour les prochains matchs du Heat.
Le 3 mars, il réalise sa meilleure performance offensive en carrière avec 61 points à 22/33 aux tirs dont 8/10 à 3 points contre les Bobcats de Charlotte, il réalise également le record de la franchise du Heat.
Le 25 mai 2014, en marquant 31 points, prenant 10 rebonds et faisant 5 passes décisives contre les Pacers de l'Indiana en finale de conférence, il devient le joueur ayant le plus souvent cumulé 25 points, 5 rebonds et 5 passes dans l'histoire des playoffs NBA (74 matchs au 1er juin 2014), dépassant le précédent record établi par Michael Jordan. Le Heat atteint les Finales NBA mais est battu 4-1 par les Spurs de San Antonio.
Quelques jours après la fin de cette série, il déclare faire valoir la clause du contrat qui lui permet de se libérer de celui-ci, deux ans avant son terme prévu pour 2016. Il devient ainsi agent libre au premier juillet.

### Cavaliers de Cleveland (2014-2018)

#### Saison 2014-2015
Le 11 juillet 2014, il choisit de retourner à « la maison », aux Cavaliers de Cleveland, qui l'avaient drafté en première place en 2003. Dans une interview donnée au magazine sportif Sports Illustrated nommée The Decision 2.0 (en référence à l'interview dans laquelle il annonçait son départ de Cleveland pour Miami), il explique sa décision de revenir à Cleveland et réaffirme son amour pour cette franchise ainsi que sa volonté de gagner un titre NBA avec elle. Sachant la tâche difficile, il explique vouloir recréer un projet à long terme.
Les Cavaliers, après plusieurs saisons décevantes, disposent d'une équipe dans laquelle se trouvent Kyrie Irving, Anthony Bennett et Andrew Wiggins respectivement les premiers choix des drafts 2011, 2013 et 2014. Mais en août, les Cavaliers envoient Wiggins et Bennett aux Timberwolves du Minnesota pour récupérer l'un des meilleurs ailiers forts, Kevin Love, pour former avec Irving et James un nouveau "Big Three". De plus, les Cavaliers récupèrent un joueur libre de tout contrat : Shawn Marion (champion NBA avec les Mavericks de Dallas en 2011) et deux de ses anciens coéquipiers au Heat de Miami : Mike Miller (jouant pour les Grizzlies de Memphis) et James Jones avec qui il a déjà gagné deux titres de champion NBA.
Le 23 juillet 2014, James signe un contrat de 42,1 millions de dollars sur 2 ans, en ayant une option de sortie après la saison 2014-2015. Ce choix s'explique notamment par la renégociation des droits télévisuels par les franchises en 2016 et l'augmentation du salary cap (plafond salarial d'une franchise) la même année.
Le 30 octobre 2014, il rejoue pour la première fois depuis 2010 avec les Cavaliers en match officiel. Malgré une salle comble, acquise en sa faveur, et un bon début de partie, les Cavaliers s'inclinent contre les Knicks de New York.

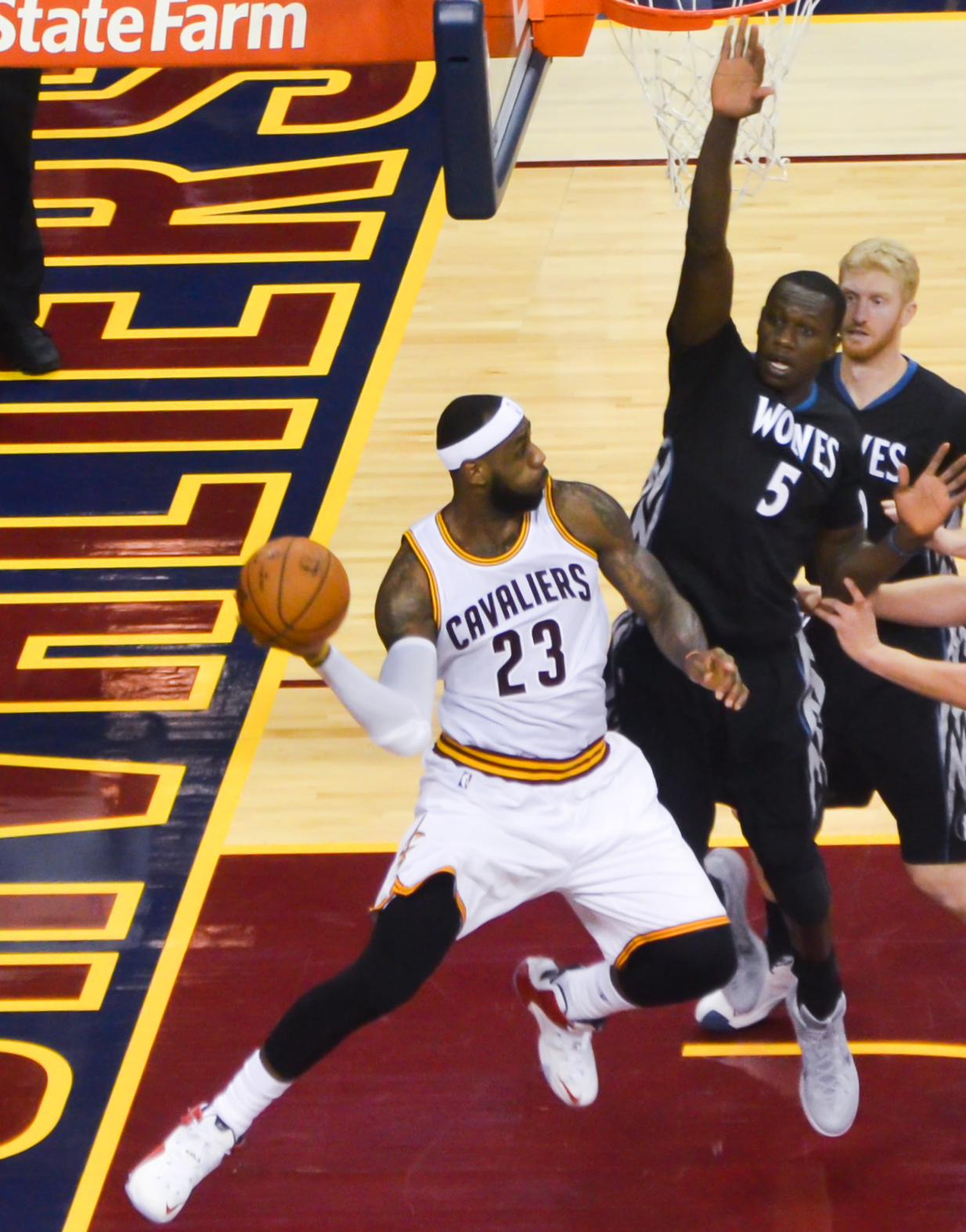
LeBron James avec les Cavaliers de Cleveland contre les Timberwolves du Minnesota en décembre 2014.

Le 25 décembre 2014, James retrouve pour la première fois en match officiel le Heat et son ancien coéquipier et ami Dwyane Wade, à l'American Airlines Arena de Miami. James est acclamé durant son arrivée sur le terrain, mais les Cavaliers perdent 91-101. Durant ce même match, il se blesse légèrement.
Le même jour, James annonce sa blessure au genou (légère à Miami et qui s'est aggravée durant le match contre les Pistons de Detroit) et son indisponibilité pour deux semaines. C'est la première fois de sa carrière qu'il doit s’arrêter de jouer, à cause d'une blessure (une précédente alerte l'a empêché de jouer contre le Thunder d'Oklahoma City).
Le 14 janvier 2015, il fait son retour à la compétition, qu'il ponctue d'une très belle prestation : inscrivant 33 points, 7 rebonds et 5 passes décisives. Ce total est cependant insuffisant pour battre les Suns de Phoenix dans leur salle.
Sans surprise, il est sélectionné par les fans pour la 11e fois consécutive dans l'équipe première de la conférence Est qui va participer au All-Star Game qui se tient à New York le 13-15 février 2015.
Le 24 février 2015, contre les Pistons de Détroit, James dépasse Scottie Pippen dans le classement des meilleurs passeurs et devient le meilleur passeur de la catégorie des ailiers.
Le 26 février 2015, James réalise son record de points pour la saison en cours contre les Warriors de Golden State, en inscrivant 42 points dans la victoire 110-99 des Cavaliers. Durant ce match, il prend aussi 11 rebonds et délivre 5 passes décisives.
Le 3 mars 2015 contre les Celtics de Boston, James dépasse Ray Allen au classement des meilleurs marqueurs de l'histoire, atteignant la 21e place, à seulement 30 ans. Enfin, il dépasse Mark Price pour le record de passes décisives pour un joueur des Cavaliers le 10 mars 2015 lors du match contre les Mavericks de Dallas. Le 2 avril 2015, lors du match contre le Heat de Miami, il dépasse Patrick Ewing et devient le 20e meilleur marqueur de l'histoire de la NBA, à seulement 30 ans.
Le 14 mai 2015, à la suite de la victoire des Cavaliers de Cleveland contre les Bulls de Chicago 4 manches à 2, LeBron James participe à sa cinquième finale de conférence consécutive, sa septième au total. Durant cette série, il inscrit 38 points lors du match 5, dont 24 points en une mi-temps.
Le 20 mai 2015, à la suite de la victoire des Cavs contre les Hawks d'Atlanta lors du premier match (97-89), LeBron James dépasse le record du nombre de matches de playoffs à plus de 30 points, 5 rebonds et 5 passes décisives, record détenu par Michael Jordan jusque-là (51 matches). En effet, durant ce match, il inscrit 31 points, prend 8 rebonds et délivre 6 passes décisives.
Le 24 mai 2015, à la suite de la victoire des Cavs contre les Hawks d'Atlanta lors du troisième match (114-111 a.p), James dépassa Karl Malone au classement des meilleurs marqueurs de l'histoire des playoffs (6e place) ainsi que Jason Kidd au classement des joueurs ayant réalisé le plus grand nombre de triple-doubles durant la phase des playoffs (12e triple double pour James, le record étant détenu par Magic Johnson avec 30 triple-doubles). De plus, malgré un premier quart-temps où LeBron ne rentre aucun de ses tirs (0 points sur 10 tentatives), il réussit à inscrire 37 points, prendre 18 rebonds et délivrer 13 passes décisives (ainsi que 3 interceptions). Durant ce match, il marque les 2 derniers paniers de son équipe et joue 46 minutes malgré des crampes en fin de partie.
Le 26 mai 2015, à la suite de la victoire des Cavaliers contre Atlanta, en 4 matches, LeBron James se qualifie pour les finales NBA pour la cinquième fois consécutive (en compagnie de son coéquipier James Jones). Il rejoint alors le cercle très fermé des joueurs ayant participé à au moins 5 finales consécutives, parmi lesquels Bill Russell, Sam Jones, K.C. Jones, Tom Heinsohn, Frank Ramsey, Bob Cousy, Bill Sharman et Satch Sanders (les membres de la légendaire équipe des Celtics de Boston).
Le 4 juin 2015, il inscrit 44 points dans le match 1 des finales opposant Cleveland à Golden State. Malgré cela, son équipe chute en prolongations après avoir mené durant la majeure partie du match. Le match 2 voit Cleveland l'emporter après prolongations, permettant aux hommes de l'Ohio de récupérer l'avantage du terrain. LeBron James réalise une prestation complète avec 39 points, auxquels s'ajoutent 11 passes décisives et 16 rebonds. Il s'agit de son 5e triple-double en finale, faisant de lui le 2e joueur de l'histoire au nombre de triple-doubles en Finales.
Le 9 juin 2015, il dépasse des joueurs tels que Michael Jordan, Shaquille O'Neal ou Magic Johnson, en battant le record du nombre de points inscrit sur les 3 premiers matches des finales : 123 points, effaçant le précédent record de Rick Barry de 1967 (122 points).
Le 14 juin 2015, malgré un nouveau triple-double de James (40 points, 14 rebonds, 11 passes décisives), Cleveland perd le match 5 face à Golden State. Il se trouve désormais deuxième derrière Magic Johnson au nombre de triple-doubles compilés lors des finales NBA. Cependant, malgré ses performances, les Warriors sont champions NBA en 6 rencontres et LeBron James perd sa 4e finale en 6 participations.

#### Saison 2015-2016: premier titre avec Cleveland

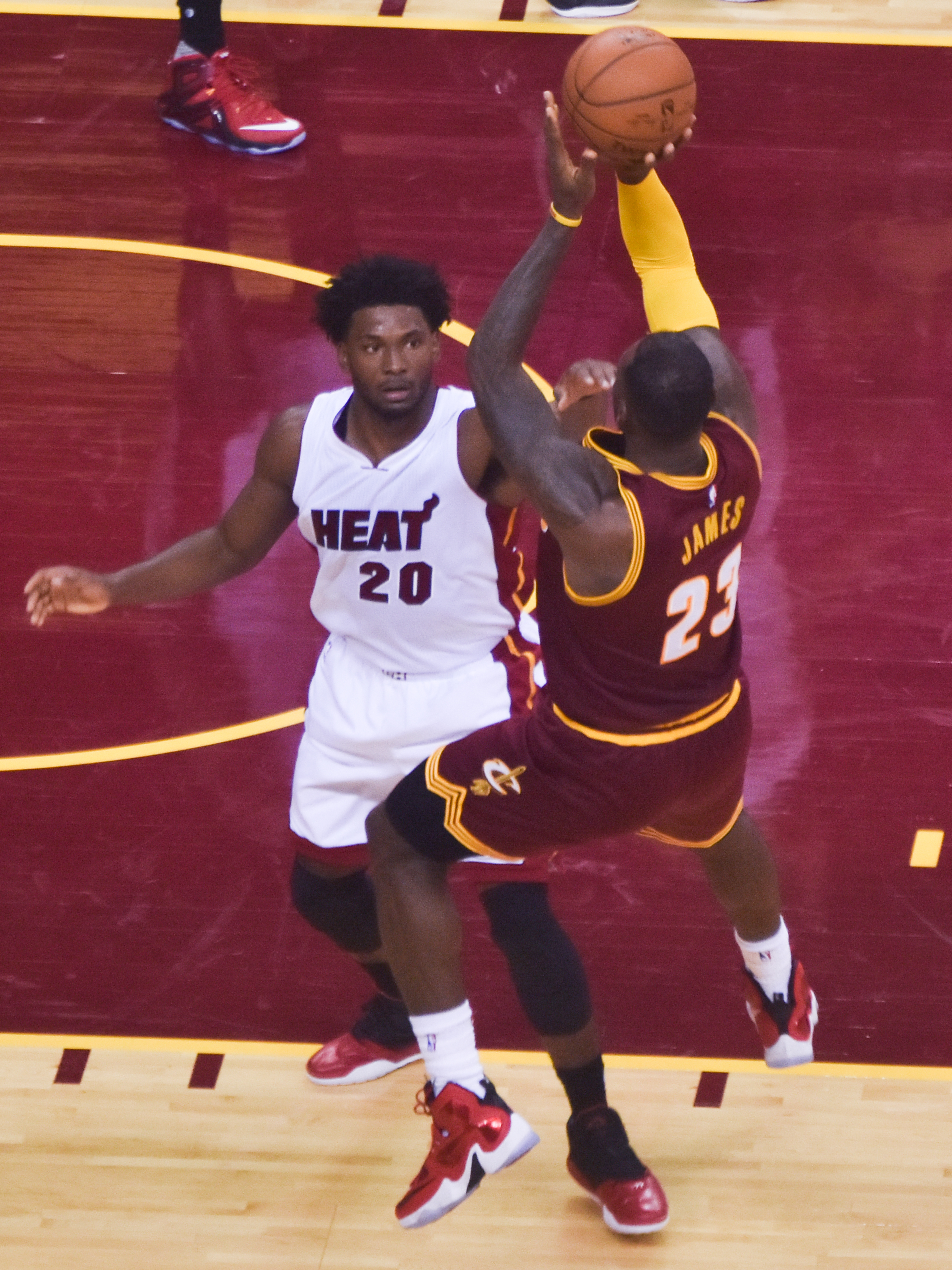
LeBron James avec les Cavaliers de Cleveland contre le Heat de Miami en octobre 2015.

Le 28 juin 2015, LeBron James décide de résilier son contrat avec les Cavaliers et redevenir free agent. Cette décision est un moyen de pression sur la franchise pour lui permettre d'avoir de bons coéquipiers. Le 9 juillet 2015, il resigne à Cleveland un contrat maximum (23 millions de dollars) et 46,9 millions de dollars sur deux ans, la deuxième année étant optionnelle.
Le 2 novembre 2015, à la suite de la victoire des Cavaliers contre les Sixers de Philadelphie, LeBron James franchit la barre des 25 000 points en carrière et devient, par la même occasion, le plus jeune joueur à avoir passé ce cap.
Le 17 novembre 2015, malgré la défaite des Cavaliers contre les Pistons de Détroit, LeBron James dépasse Jerry West au classement des meilleurs marqueurs de tous les temps en NBA (il est dorénavant 19e).
Le 23 novembre 2015, à la suite de la victoire des Cavaliers contre le Magic d'Orlando, il se classe 25e meilleur passeur de tous les temps. Il est l'un des deux joueurs avec Oscar Robertson à être parmi les 25 des meilleurs marqueurs et les 25 meilleurs passeurs de tous les temps en NBA.
En janvier 2016, l'entraîneur David Blatt est licencié, non pas pour ses résultats (83 victoires et 40 défaites) mais en raison de tensions avec les joueurs. James est accusé d'avoir influé pour obtenir ce licenciement, en raison de tensions entre lui et Blatt. Cependant James nie être impliqué dans la décision du propriétaire des Cavaliers.
Tyronn Lue prend la place de Blatt et la fin de saison est assez calme pour les Cavaliers. Ils finissent avec un bilan de 57 victoires et 25 défaites. LeBron James, quant à lui, finit la saison régulière au 11e rang des meilleurs marqueurs en NBA en carrière devant Oscar Robertson avec 26 833 points et au 18e rang des meilleurs passeurs en NBA en carrière avec 6 815 passes. Il est préservé lors de certaines rencontres à l'approche des playoffs.
Le 17 avril 2016 les Cavaliers rencontrent les Pistons de Détroit, qui ont terminé 8e de la Conférence Est. Les Cavaliers remportent la série 4 victoires à 0. Ils rencontrent ensuite les Hawks d'Atlanta pour une revanche de la finale de Conférence Est 2015, où les Cavaliers avaient balayé (victoire 4 à 0) les Hawks. Il commence la finale de conférence Est contre Toronto de la meilleure des manières avec Les Cavs, en remportant les deux premiers matches. James signant même un triple-double lors du match 2 (23 points, 11 rebonds, 11 passes). D'ailleurs, lors de ce match, il dépasse Shaquille O'Neal pour devenir le 4e meilleur marqueur de l'histoire des playoffs, derrière Michael Jordan, Kareem Abdul-Jabbar et Kobe Bryant. Mais Toronto s'impose à domicile lors du match 3 (99-84) et ce malgré un James en 24-8-5. Alors que Toronto remporte le quatrième match pour revenir à deux victoires partout, Cleveland va alors remporter les deux matches suivant pour remporter la série 4-2 avec deux performances complètes de LeBron James. Les Cavaliers se qualifient pour la seconde année consécutive en finale NBA, qui, par la suite, seront rejoints par les Warriors. Il s'agit de la sixième finale NBA de suite pour LeBron, un record pour tout joueur ne faisant pas partie de la dynastie des Celtics de Boston des années 1960.
La finale est la même que celle de 2015, remportée par les Warriors. Cleveland obtient près d'une semaine de repos, contre seulement quelques jours pour les Warriors. La première rencontre est serrée jusqu'au troisième quart-temps, Cleveland s'incline sur le score de 104-89. La performance de James est bonne (23 points, 12 rebonds, 9 passes), mais insuffisante. Pour la deuxième rencontre, les Warriors s'imposent avec une avance de 34 points. La situation est dès lors inquiétante pour Cleveland, qui ne peut pas se permettre d'être mené 3-0. Les Cavaliers réagissent au troisième match en s'imposant avec 30 points d'avance et notamment une grosse performance de LeBron James (32 points, 12 rebonds, 6 passes), accompagnée de celle de Kyrie Irving (30 points, 8 passes). Lors de la quatrième manche, Cleveland mène au début du quatrième quart temps mais s'incline à la fin, notamment à cause de quelques erreurs et pertes de balles de James. Ils sont menés 3 victoires à 1. Jamais une équipe n'a alors gagné une finale NBA après avoir été menée 3-1. À la suite du quatrième match, la NBA décide de suspendre Draymond Green pour une altercation avec James.
Lors de la cinquième manche, Cleveland doit gagner ou alors les Warriors sont sacrés champions. James et Kyrie Irving vont tous deux marquer 41 points pour mener leur équipe à la victoire. Il s'agit là d'une première : jamais deux joueurs de la même équipe n'avaient mis 40 points dans un même match de finale. LeBron James va aussi prendre 16 rebonds et faire 7 passes décisives à 16/30 au tir. Le match 6 se joue ensuite à domicile pour les Cavaliers. LeBron James marque à nouveau 41 points, avec 8 rebonds et 11 passes décisives à 16/27 au tir (60% de réussite). Les Cavaliers parviennent à forcer un 7e match décisif pour la série. Dans l'histoire des finales NBA, seules trois équipes ont réussi à s'imposer en jouant le match 7 à l'extérieur, la dernière fois datant de 1978 avec les Bullets de Washington. Lors du match 7, le premier quart temps reste relativement serré, mais les Warriors vont mener de 7 points à la mi-temps, emmenés notamment par Draymond Green avec 22 points dont 5 sur 5 à 3 points. Au retour des vestiaires, Cleveland parvient à recoller au score, mais le match reste relativement serré, jusqu'à 4 minutes de la fin du temps réglementaire, à 89-89. À 2 minutes de la fin, James réussit un contre sur André Iguodala et empêche alors les Warriors de reprendre l'avantage, Kyrie Irving va alors réussir un trois-points, malgré une bonne défense de Stephen Curry à 53 secondes du terme. Le score est alors de 92-89, la défense de Cleveland ne lâche pas et LeBron parvient à donner 4 points d'avance à son équipe en mettant un de ses deux lancer-francs, après avoir pris une faute sur une tentative de dunk. Les Cavaliers de Cleveland l'emportent finalement 93-89 et LeBron James est élu MVP des finales, celui-ci étant le meilleur des joueurs des deux équipes aux moyennes par match en points, rebonds, passes décisives, contres et interceptions (29,7 points, 11,3 rebonds, 8,9 passes, 2,6 interceptions et 2,3 contres). Il s'agit de la première équipe à remonter d'un retard de 3-1 en finale NBA, ainsi que le premier titre dans un sport majeur pour la ville de Cleveland depuis 52 ans (le dernier titre remontait à 1964, avec les Browns en NFL).

#### Saison 2016-2017
Au début de l'été, James devient agent libre et négocie un nouveau contrat avec les Cavaliers. En août, il signe un contrat de 100 millions de dollars sur 3 ans (avec la possibilité de devenir agent libre à la fin de la saison 2017-2018). James devient ainsi le joueur le plus payé de la NBA et le troisième joueur à dépasser un salaire de plus de 30 millions de dollars par an, après Michael Jordan et Kobe Bryant. Lors de la saison 2017-2018, son salaire de 33,2 millions de dollars est le plus haut salaire jamais payé en NBA, devant les 33,1 de Jordan.
Le 6 novembre 2016, à seulement 31 ans, James dépasse Hakeem Olajuwon dans le classement des meilleurs marqueurs de l'histoire de la NBA et intègre le top 10 de cette catégorie dans le même temps.
Début décembre 2016, James devient le 16e meilleur passeur en saison régulière de la NBA, dépassant Bob Cousy, il devient aussi le huitième meilleur marqueur en saison régulière en NBA en dépassant Moses Malone.
Le 25 mai 2017, il devient le meilleur marqueur en playoffs de l'histoire de la NBA, battant les 5 987 points de Michael Jordan.
Le 10 juin 2017, il possède le plus grand nombre de triple-doubles en finales NBA devant Magic Johnson et il devient le meilleur marqueur de lancers francs en playoffs de tous les temps devant Michael Jordan.
Le 14 juin 2017, les Cavaliers sont battus 4-1 en finale par les Warriors de Golden State. James réalise un triple-double de moyenne sur les 5 matches, Kevin Durant est élu MVP des finales.

#### Saison 2017-2018
Au début de la saison 2017-2018, James dépasse Žydrūnas Ilgauskas et devient le joueur qui a joué le plus de matches avec les Cavaliers.
Le 3 novembre 2017, LeBron James marque 57 points dans la victoire des Cavaliers sur les Wizards de Washington. Il égale le record de points dans un match par un membre des Cavaliers, détenu jusqu'ici par Kyrie Irving, face aux Spurs de San Antonio, le 12 mars 2015. James effectue alors la deuxième meilleure performance de sa carrière en termes de points à l'âge de 32 ans. Durant ce match, James devient également le plus jeune joueur à avoir inscrit 29 000 points en carrière.
Le 23 janvier 2018, il devient le plus jeune joueur à dépasser les 30 000 points en carrière.
Le 27 février 2018, LeBron devient le premier joueur de l'histoire à passer la barre des 30 000 points marqués, 8 000 rebonds attrapés et 8 000 passes décisives distribuées.
James réalise des playoffs exceptionnels et amène une équipe faible jusqu'aux Finales face aux Warriors. Malgré ses 51 points (son record en carrière) lors du premier match des Finales, James, esseulé, ne peut rien faire face aux Warriors qui battent les Cavaliers 4 manches à 0.

### Lakers de Los Angeles (depuis 2018)

#### Saison 2018-2019: saison tronquée par les blessures
Le 1er juillet, il signe avec les Lakers de Los Angeles pour un contrat de 154 millions de dollars sur quatre ans. Les Lakers sont alors attendus au plus haut niveau, après avoir raté les playoffs depuis 2014 et n’avoir pas participé aux Finales NBA depuis 2010. Il est rejoint par de nombreux vétérans tels que Rajon Rondo, Lance Stephenson et Michael Beasley, afin d'encadrer de jeunes joueurs comme Lonzo Ball, Brandon Ingram ou Kyle Kuzma.
L'équipe rate son début de saison avec 2 victoires sur les 7 premiers matchs, mais elle se place en 4e position de la conférence Ouest, avec une victoire lors du match de Noël contre les Warriors de Golden State, où LeBron James se blesse à l'aine. Il rate 17 matchs consécutifs, la plus longue absence de sa carrière, et son équipe tombe peu à peu sous la zone de qualification pour les playoffs. En mars 2019, LeBron James devient le 4e marqueur le plus prolifique de l'histoire de la NBA en dépassant Michael Jordan. Malgré son retour en fin de saison, l'équipe ne participe pas aux playoffs, ce qui marque la première absence de LeBron James en séries éliminatoires, depuis 2005, et première absence en Finales NBA depuis 2010.
Les moyennes de James sur la saison sont de 27,4 points, 8,5 rebonds et 8,3 passes décisives par match. Il est nommé dans la All-NBA Third Team, marquant sa première absence en 12 années de la All-NBA First Team.

#### Saison 2019-2020: quatrième titre NBA en carrière
Durant l'intersaison, la franchise réalise un transfert retentissant, pour récupérer Anthony Davis, afin de l'associer à LeBron James. Derrière le leadership de James, les Lakers débutent la saison 2019-2020 avec un bilan de 17-2, égalant le meilleur départ de l’histoire de la franchise. En novembre 2019, LeBron James devient le premier joueur de l'histoire de la NBA à réaliser un triple-double contre chacune des 30 équipes de la NBA.
En décembre 2019, James est nommé sportif masculin de la décennie par l'Associated Press,.
Le 25 janvier 2020, lors d'une rencontre face aux 76ers de Philadelphie, James dépasse Kobe Bryant (33 643 points) et devient le 3e marqueur le plus prolifique de l'histoire de la NBA. Karl Malone et Kareem Abdul-Jabbar restent solidement devant au classement des meilleurs marqueurs de l'histoire de la ligue.
Le championnat est suspendu au début du mois de mars en raison de la pandémie de Covid-19 et ne reprend qu'en juillet, dans la bulle confinée de la NBA. James termine alors la saison régulière comme leader de la ligue en moyenne de passes décisives pour la première fois de sa carrière, avec une moyenne de 10,2 passes décisives par match.
Lors des playoffs 2020, LeBron James accède à sa 10e finale NBA. En effet, les Lakers s'imposent sur le score de 4-1 face aux Nuggets de Denver en finale de conférence. En octobre 2020, et ce, face à son ancienne équipe, le Heat de Miami, LeBron James remporte son 4e titre NBA avec autant de titres de MVP des Finales à la suite d'une série disputée, se terminant en six matches. À 35 ans et 287 jours, il devient le deuxième joueur le plus âgé, de l’histoire de la ligue, à remporter le titre de MVP des Finales, et le seul joueur de l’histoire à le remporter avec trois franchises différentes. James et son coéquipier Danny Green deviennent également les troisième et quatrième joueurs de l’histoire de la ligue, à remporter un titre avec trois franchises différentes.

#### Saison 2020-2021
En février 2021, James franchit le seuil des 35 000 points marqués en saison régulière. Il est le troisième joueur à dépasser cette barre après Kareem Abdul-Jabbar et Karl Malone. Les Lakers se qualifient pour les playoffs NBA 2021 en éliminant les Warriors de Golden State lors d'un play-in. Les Lakers sont battus au premier tour 4-2 par les Suns de Phoenix qui réalisent un très bon parcours et échouent en finale.

#### Saison 2021-2022

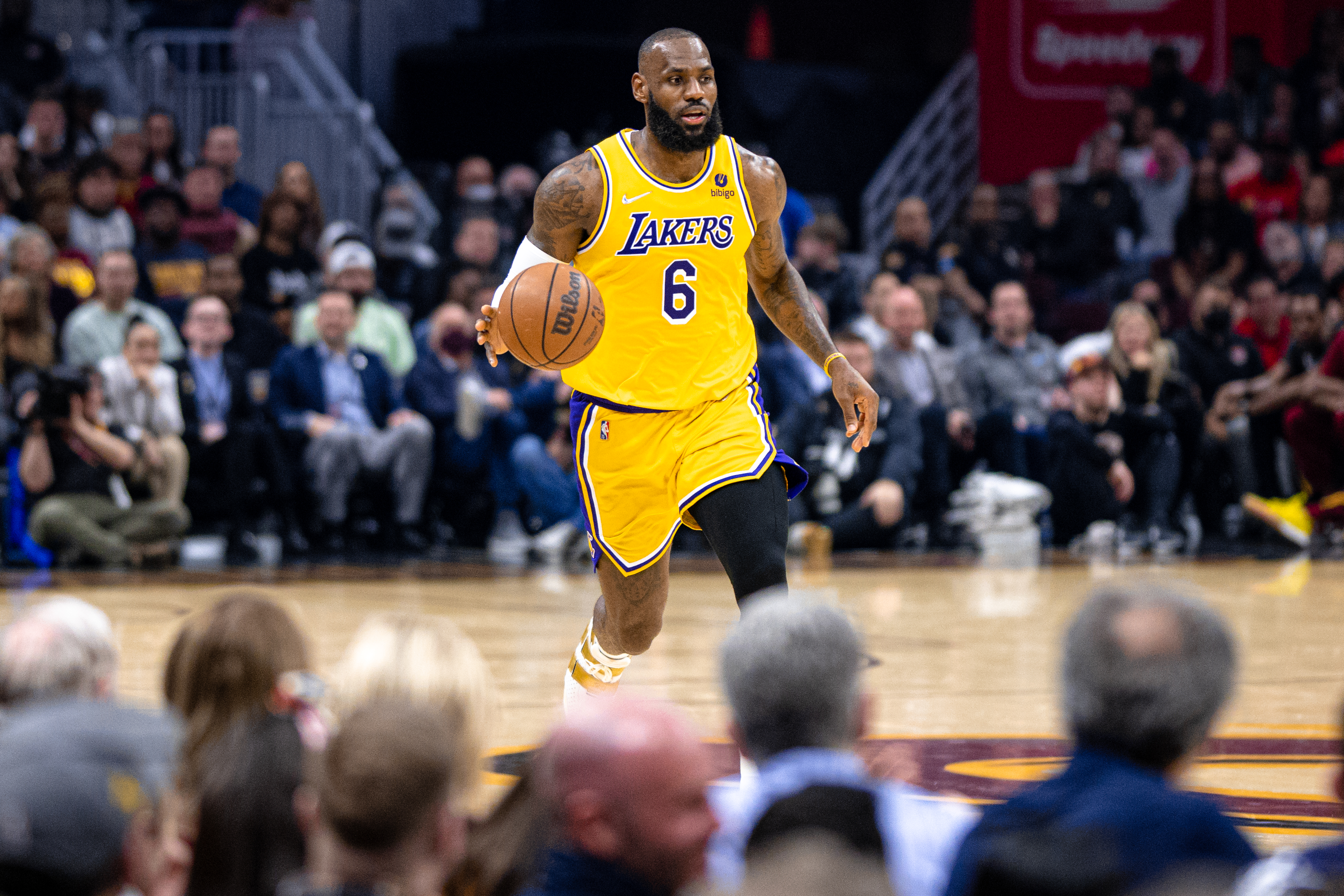
LeBron James portant le numéro 6 avec les Lakers de Los Angeles en mars 2022.

Le 20 décembre 2021 marque la date où LeBron James a passé la moitié de sa vie dans la NBA. Il s'est écoulé autant de jours (6752) entre sa sélection lors de la draft 2003 et sa naissance qu'entre sa sélection et le 20 décembre 2021.
Le 28 décembre 2021, James dépasse les 36 000 points marqués en carrière. Il est le plus jeune joueur des trois joueurs (avec Kareem Abdul-Jabbar et Karl Malone) à avoir atteint cette marque. En décembre, il réalise sept matches consécutifs à 30 points ou plus, égalant sa deuxième meilleure série de matches avec autant de points (son record étant 10). Il devient le 7e meilleur passeur de l'histoire de la NBA en janvier.
Le 13 mars 2022, James atteint les 10 000 passes décisives en carrière. Il devient ainsi le seul joueur de l'histoire de la NBA avec au moins 30 000 points, 10 000 rebonds et 10 000 passes décisives. Le 19 mars, il dépasse Karl Malone et devient le 2e meilleur marqueur de l'histoire de la NBA (en points cumulés sur sa carrière en saison régulière). Les Lakers ne se qualifient pas pour les playoffs.

#### Saison 2022-2023
Le 17 août 2022, LeBron James prolonge son contrat avec les Lakers de Los Angeles,,. Il signe un contrat de 97 millions de dollars pour les saisons 2023-2024 et 2024-2025,.
Le 7 février 2023, il devient le meilleur marqueur de l'histoire de la NBA, dépassant le précédent record de Kareem Abdul-Jabbar de 38 387 points,.
Au terme de la saison régulière, les Lakers de Los Angeles terminent à la septième place de la Conférence Ouest. L'équipe élimine les Grizzlies de Memphis (4-2) lors du premier tour des playoffs puis les Warriors de Golden State (4-2) en demi-finales de Conférence Ouest. Lors des finales de conférence, les Lakers sont éliminés par les Nuggets de Denver (4-0) .
Après cette défaite, LeBron James n'exclut pas de mettre un terme à sa carrière. Quand on lui demande s'il va prendre sa retraite, il répond : « Il faut que j’y réfléchisse »,,. Avec les Lakers, LeBron James dispose encore de deux années de contrat : une garantie pour la saison 2023-2024, et une dernière qu'il peut activer pour la saison 2024-2025,.

#### Saison 2023-2024
Le 9 décembre 2023, les Lakers de Los Angeles remportent le premier NBA In-Season Tournament face aux Pacers de l'Indiana. LeBron James est élu MVP du tournoi.
Le 2 mars 2024, dans une défaite face aux champions, LeBron James devient le premier joueur à dépasser les 40 000 points marqués en carrière,.
Les Lakers se qualifient pour les playoffs après un play-in. Ils sont éliminés dès le premier tour, 4 manches à 1, par les Nuggets de Denver, tenants du titre,,.

#### Saison 2024-2025
Le 25 mai 2024, Rich Paul (en), agent de LeBron James, annonce que celui-ci ne va pas activer la dernière année de son contrat (pour un salaire de 51,4 millions de dollars) et va devenir agent libre. Toutefois, Paul revient sur ses propos peu après,. Le 3 juillet 2024, LeBron James prolonge son contrat de deux années supplémentaires pour une somme de 104 millions de dollars,. Son nouveau contrat inclut notamment une player option sur la saison 2025-2026 ainsi qu’une clause de non-transfert,.
Le 27 juin 2024, les Lakers de Los Angeles sélectionnent Bronny James, le fils de LeBron James, en 55e position lors de la draft 2024 de la NBA. LeBron James avait mentionné à plusieurs reprises souhaiter jouer professionnellement avec son fils. Le niveau de Bronny James est cependant le sujet de nombreux débats.
En participant à la saison NBA 2024-2025, il égale le record de longévité dans la ligue américaine de Vince Carter avec 22 saisons consécutives,,.
Le 22 octobre 2024, lors du premier match de la saison régulière face aux Timberwolves du Minnesota, il joue en même temps que son fils Bronny : c'est la première fois en NBA qu'un père et son fils jouent en même temps. Le 19 décembre 2024, lors d'un match contre les Kings de Sacramento, il devient le détenteur d'un nouveau record : celui du nombre de minutes jouées en saison régulière en NBA. Il dépasse là encore Kareem Abdul-Jabbar et ses 57 446 minutes jouées.
Le 3 janvier 2025, pendant un match contre les Hawks d'Atlanta, il s'empare du record du nombre de rencontres avec plus de 30 points marqués, record détenu jusque-là par Michael Jordan avec 562 matches. Le 6 février 2025, lors d'un match contre les Warriors de Golden State où il inscrit 42 points et à l'âge de 40 ans et 38 jours, il devient le plus vieux joueur à marquer 40 points lors d'un match,. Il dépasse ainsi Michael Jordan qui avait inscrit 43 points à 40 ans et 4 jours,.
Le 4 mars 2025, lors d'un match contre Pelicans de La Nouvelle-Orléans, il devient le premier joueur à atteindre les 50 000 points cumulés en carrière, saison régulière et play-offs confondus,,. Au classement, il devance Kareem Abdul-Jabbar (44 149), Karl Malone (41 689), Kobe Bryant (39 283) et Michael Jordan (38 279),,.
Le 9 avril 2025, il dispute son 1 561e match de saison régulière lors d'une rencontre face aux Mavericks de Dallas, dépassant ainsi les 1 560 rencontres disputées de Kareem Abdul-Jabbar,. Il ne lui manque que 51 matchs pour dépasser Robert Parish et devenir le joueur avec le plus de matchs de saison régulière dans l’histoire de la NBA.

## Carrière internationale

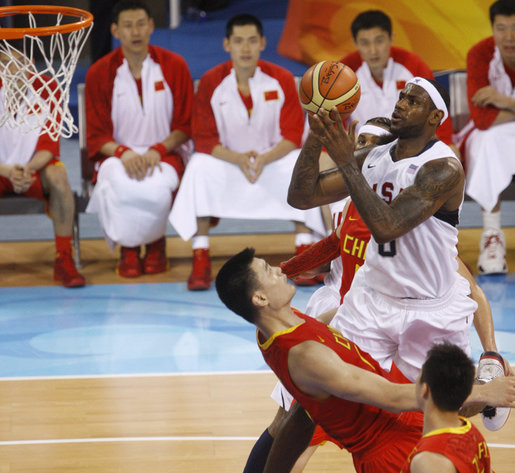
LeBron James face au pivot chinois Yao Ming lors des Jeux olympiques d'été de 2008 à Pékin, en Chine.

LeBron James fait partie de la liste des joueurs amenés à défendre les couleurs des États-Unis dans les compétitions internationales. Il participe ainsi aux Jeux olympiques de 2004 à Athènes, où les Américains remportent la médaille de bronze.
Lors des championnats du monde de 2006, au Japon, il déçoit quelque peu, éclipsé par Carmelo Anthony et Dwyane Wade et son équipe termine une nouvelle fois à la troisième place de la compétition.
James participe aux Jeux olympiques d'été de 2008 et remporte la médaille d'or avec l'équipe des États-Unis de basket-ball baptisée la Redeem Team (équipe de la rédemption).
Il déclare forfait pour les championnats du monde FIBA 2010 pour des raisons d'emploi du temps trop chargé.
En 2012, il fait à nouveau partie de la sélection américaine aux Jeux olympiques d'été de 2012 et remporte la médaille d'or en se montrant décisif en finale contre l'Espagne comme il l'avait été en match de poule contre la Lituanie. En quart de finale contre l'Australie il réalise le premier triple-double pour un joueur américain aux Jeux olympiques avec 11 points, 14 rebonds et 12 passes décisives. Il devient aussi le deuxième joueur, après Michael Jordan en 1992, à remporter le titre NBA, ceux de MVP des Finales et de la saison régulière et la médaille d'or olympique la même année.
LeBron James ne participe pas aux Jeux olympiques d'été de 2016 à Rio, ni à ceux de Tokyo. En revanche, il fait partie de l'équipe pour les Jeux olympiques de 2024 à Paris (pour lesquels il est également désigné porte-drapeau à la cérémonie d'ouverture) où il remporte une troisième médaille d'or.

## Style de jeu

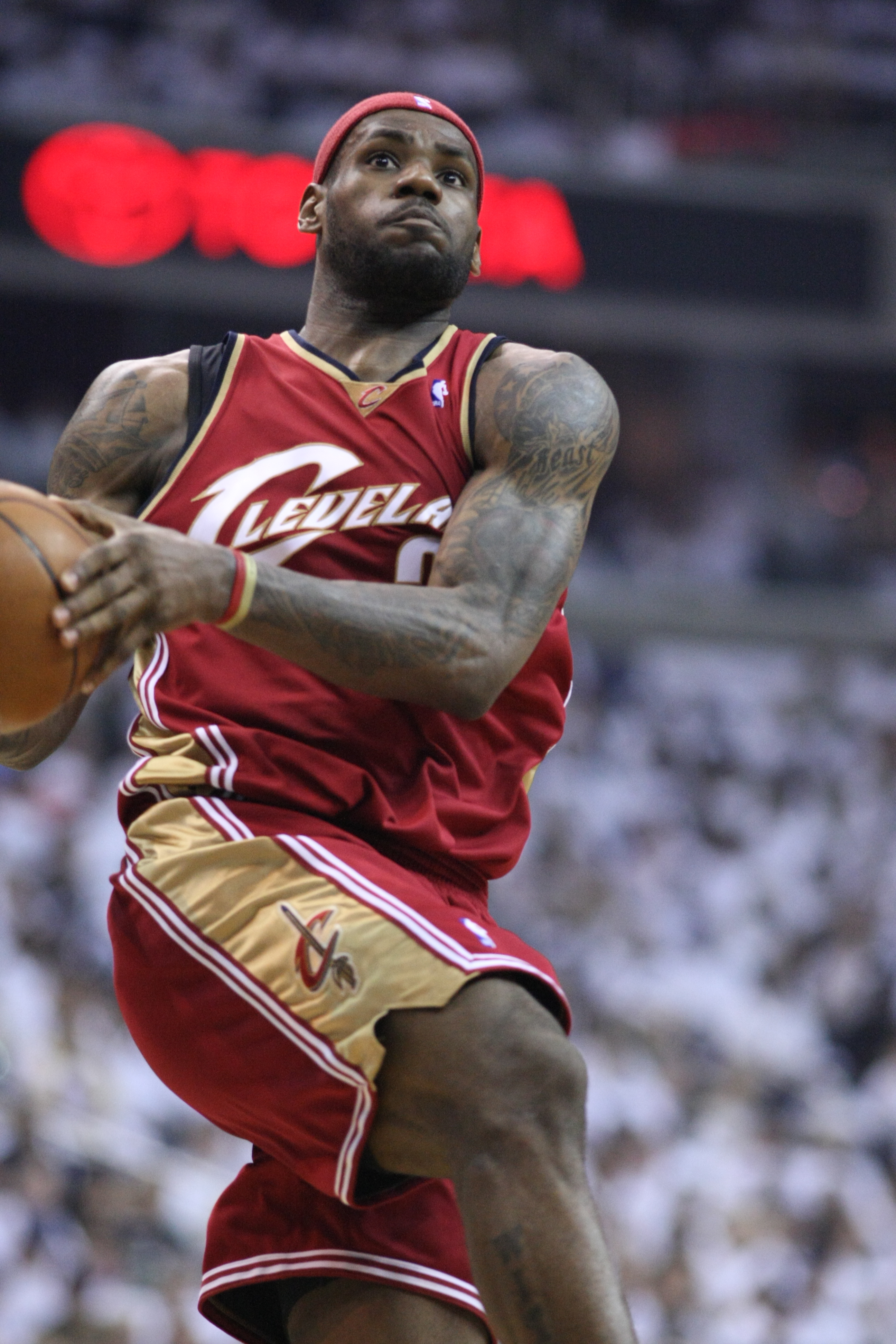
LeBron James sous le maillot des Cavaliers de Cleveland en avril 2008.

LeBron James joue au poste d'ailier de par sa taille (2,06 m (6′ 9″)). Ses qualités athlétiques lui permettent de pénétrer souvent et de conclure près du panier, soit par un dunk, soit par un double pas. Il a aussi un tir de champ et un tir à trois-points fiables. Par ailleurs, il est capable de jouer, face et/ou dos au panier[réf. nécessaire].
Sa qualité de passeur et sa volonté de faire en premier lieu la passe à un coéquipier en meilleure position sont louées par Phil Jackson. Il joue parfois meneur. Cette polyvalence lui permet de réaliser des statistiques proches du triple-double, ce qui témoigne de la régularité de ses performances hors-normes et de son efficacité sur le terrain[réf. nécessaire].
Kobe Bryant lui-même a d'ailleurs déclaré à son propos qu'il le voyait comme un des joueurs les plus complets de l'histoire du basket-ball.
LeBron James peut aussi évoluer au poste de pivot.
Au cours de sa carrière, LeBron James a joué à chaque position et sur chaque saison, la position dans laquelle il joue majoritairement, est la suivante  :
- Arrière en 2003-2004
- Pivot en 2021-2022
- Meneur en 2019-2020 et 2020-2021
- Ailier fort en 2012-2013, 2013-2014, 2017-2018, 2022-2023 et 2023-2024
- Ailier de 2004 à 2012, de 2014 à 2017 et en 2018-2019

## Palmarès, distinctions et récompenses

### Palmarès

#### En sélection nationale
- Médaillé d'or aux Jeux olympiques d'été de 2024.
- Médaillé d'or aux Jeux olympiques d'été de 2012.
- Médaillé d'or aux Jeux olympiques d'été de 2008.

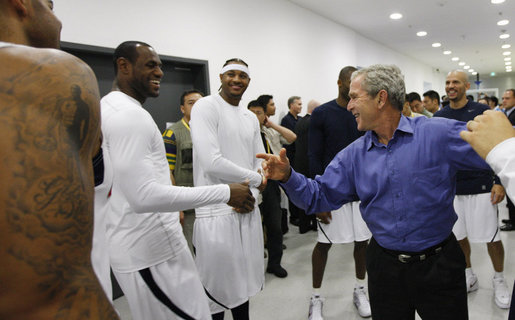
LeBron James rencontrant le président américain George W. Bush lors des Jeux olympiques d'été de 2008 à Pékin, en Chine.

- Médaillé de bronze aux Jeux olympiques d'été de 2004.
- Médaillé de bronze au championnat du monde 2006.
- Champion des Amériques 2007.

#### En franchise

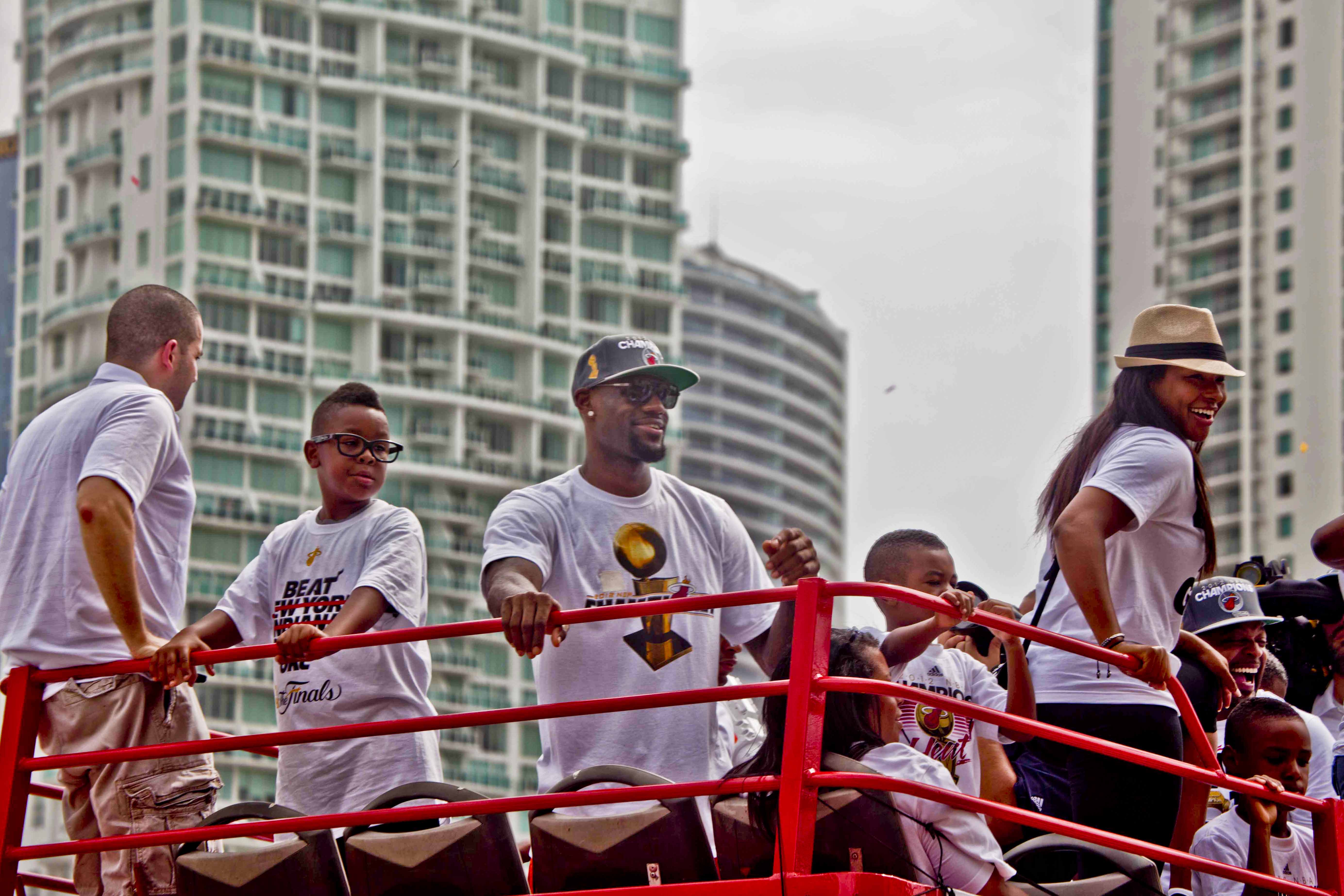
LeBron James à la Championship Parade 2012 dans la ville de Miami.

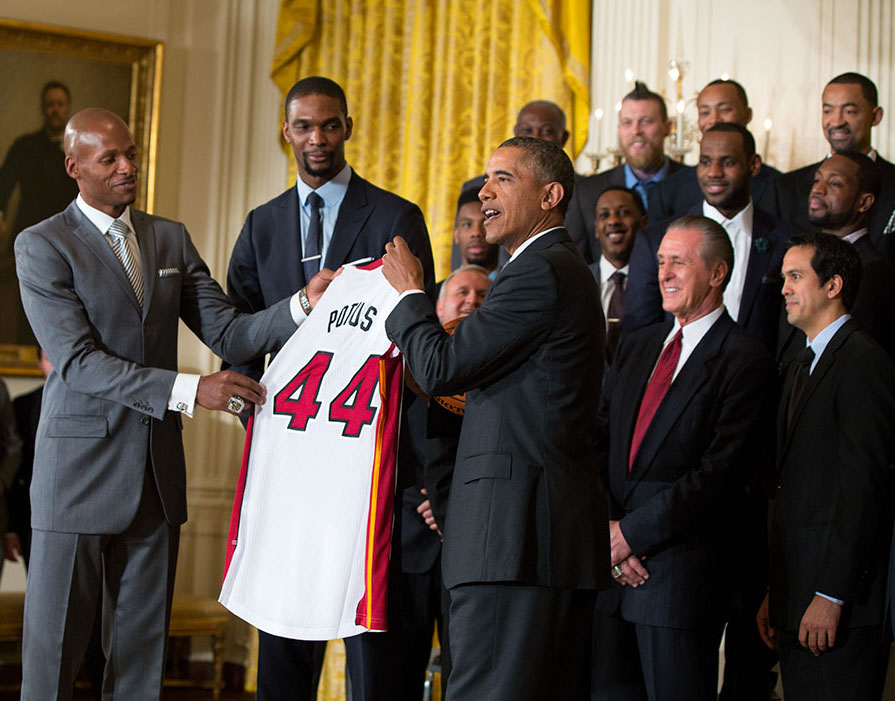
LeBron James (en arrière-plan) à la Maison-Blanche avec le président américain Barack Obama.

- Champion NBA 2012 et 2013 avec le Heat de Miami, 2016 avec les Cavaliers de Cleveland et 2020 avec les Lakers de Los Angeles.
- Champion de la Conférence Est de la NBA en 2007, 2015, 2016, 2017 et 2018 avec les Cavaliers de Cleveland et en 2011, 2012, 2013 et 2014 avec le Heat de Miami.
- Champion de la Conférence Ouest de la NBA en 2020 avec les Lakers de Los Angeles.
- Champion de la Division Centrale en 2009, 2010 et 2015 avec les Cavaliers de Cleveland.
- Champion de la Division Sud-Est en 2011, 2012, 2013 et 2014 avec le Heat de Miami.
- Champion de la Division Pacifique en 2020 avec les Lakers de Los Angeles.
- Vainqueur du NBA In-Season Tournament 2023.

### Distinctions personnelles
- 4 fois NBA Finals Most Valuable Player Award en 2012, 2013, 2016 et 2020.
- 4 fois NBA Most Valuable Player (meilleur joueur de la saison régulière) en 2009, 2010, 2012 et 2013.
- 3 fois NBA All-Star Game Most Valuable Player Award en 2006, 2008 et 2018.
- 13 fois All-NBA First Team en 2006, 2008, 2009, 2010, 2011, 2012, 2013, 2014, 2015, 2016, 2017, 2018 et 2020.
- 4 fois All-NBA Second Team en 2005, 2007, 2021 et 2025.
- 4 fois All-NBA Third Team en 2019, 2022, 2023 et 2024.
- 5 fois NBA All-Defensive First Team en 2009, 2010, 2011, 2012 et 2013.
- NBA All-Defensive Second Team en 2014.
- NBA Rookie of the Year en 2004.
- NBA All-Rookie First Team en 2004.
- 21 sélections au NBA All-Star Game en 2005, 2006, 2007, 2008, 2009, 2010, 2011, 2012, 2013, 2014, 2015, 2016, 2017, 2018, 2019, 2020, 2021, 2022, 2023, 2024, et en 2025.
- 6 fois Rookie du mois de la Conférence Est lors des mois de novembre et décembre 2003 et des mois de janvier, février, mars et avril 2004.
- 37 fois Joueur du mois de la Conférence Est : novembre (6 fois, en 2004, 2005, 2008, 2009, 2012, 2016 et 2017), décembre (5 fois, en 2009, 2010, 2012, 2013 et 2017), janvier (7 fois, en 2005, 2008, 2009, 2010, 2011, 2012 et 2013), février (9 fois, en 2008, 2010, 2012, 2013, 2014, 2015, 2016, 2017 et 2018), mars (6 fois, en 2006, 2007, 2009, 2013, 2015 et 2016) et avril (4 fois, en 2009, 2011, 2016 et 2018)[138].
- 61 fois Joueur de la semaine de la Conférence Est.
- 2 fois Joueur du mois de la Conférence Ouest.
- 3 fois Joueur de la semaine de la Conférence Ouest.
- Meilleur marqueur NBA en 2007-2008 (30,0 points par match)[139].
- Meilleur passeur NBA en 2019-2020 (10,2 passes décisives par match).
- Joueur ayant joué le plus de minutes sur le terrain pendant la saison 2004-2005 (3 388), 2006-2007 (3 190) et 2017-2018 (3 026)[140],[141].
- Joueur ayant marqué le plus de paniers à deux points lors de la saison 2004-2005 (795)[140], 2007-2008 (794)[139], 2010-2011 (758)[142] et en 2012-2013 (765).
- Meilleur marqueur de la NBA au total de points marqués sur une saison en 2017-2018 (2251 points).
- Meilleur passeur de la NBA au total de passes décisives sur une saison en 2019-2020 (684 passes).
- Joueur ayant la meilleure efficacité (Player Efficiency Rating) en 2007-2008 (29,1), 2008-2009 (31,7), 2009-2010 (31,1), 2010-2011 (27,3), 2011-2012 (30,7) et en 2012-2013 (31,59).
- Il reçoit le J. Walter Kennedy Citizenship Award récompensant les œuvres de charités effectués durant la saison 2016-2017.
- Élu MVP du NBA In-Season Tournament 2023.
- All-Tournament Team 2023[143].
- Élu MVP des Jeux olympiques de 2024[144].

#### Récompenses

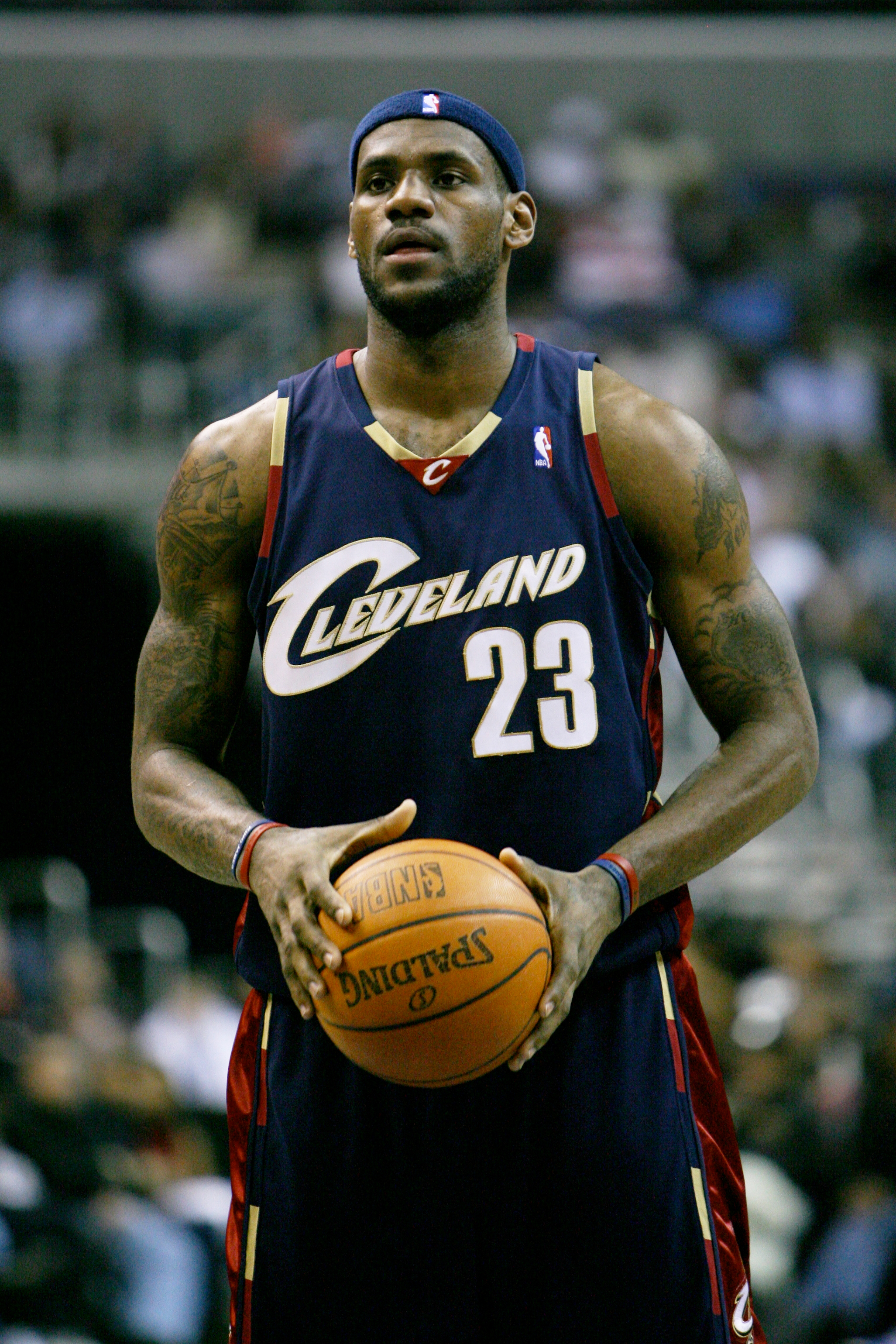
LeBron James sous le maillot des Cavaliers de Cleveland lors d'un lancer franc en avril 2007.

- Best Breakthrough Athlete ESPY Award (en) en 2004.
- Best NBA Player ESPY Award en 2007, 2009, 2012, 2013 et 2017.
- Élu Sportif de l'année 2012 par le magazine Sports Illustrated.
- Best Male Athlete ESPY Award (en) en 2012 et 2013.
- ESPY Award de la meilleure performance de l'année dans un championnat américain en 2012 et 2013.
- Sporting News Sportsman/Athlete Pro of the Year 2012.
- Sports Illustrated NBA All-Decade First Team 2000-2009.
- Élu parmi les 50 meilleurs joueurs de tous les temps par le magazine Slam en 2010, à 25 ans.

## Records en NBA

### Records sur une rencontre
Les records personnels de LeBron James en NBA sont les suivants, :
| Record de la franchise |

| Type de statistique        | Saison régulière | Saison régulière           | Saison régulière | Playoffs | Playoffs                   | Playoffs      |
| Type de statistique        | Record           | Adversaire                 | Date             | Record   | Adversaire                 | Date          |
| -------------------------- | ---------------- | -------------------------- | ---------------- | -------- | -------------------------- | ------------- |
| Points                     | 61               | Bobcats de Charlotte       | 3 mars 2014      | 51       | @ Warriors de Golden State | 31 mai 2018   |
| Paniers marqués            | 23               | @ Wizards de Washington    | 3 novembre 2017  | 20       | Magic d'Orlando            | 20 mai 2009   |
| Paniers tentés             | 36               | @ Raptors de Toronto       | 20 mars 2005     | 38       | @ Warriors de Golden State | 4 juin 2015   |
| Paniers à 3 points réussis | 9                | Clippers de Los Angeles    | 24 janvier 2023  | 7        | @ Wizards de Washington    | 30 avril 2006 |
| Paniers à 3 points tentés  | 14               | 2 fois                     | 2 fois           | 12       | 3 fois                     | 3 fois        |
| Lancers francs réussis     | 24               | @ Heat de Miami            | 12 mars 2006     | 18       | 2 fois                     | 2 fois        |
| Lancers francs tentés      | 28               | @ Heat de Miami            | 12 mars 2006     | 24       | 2 fois                     | 2 fois        |
| Rebonds offensifs          | 7                | 2 fois                     | 2 fois           | 8        | Hawks d'Atlanta            | 24 mai 2015   |
| Rebonds défensifs          | 19               | @ Warriors de Golden State | 27 janvier 2024  | 16       | 2 fois                     | 2 fois        |
| Rebonds totaux             | 20               | @ Warriors de Golden State | 27 janvier 2024  | 20       | Grizzlies de Memphis       | 24 avril 2023 |
| Passes décisives           | 19               | 2 fois                     | 2 fois           | 16       | Trail Blazers de Portland  | 18 août 2020  |
| Interceptions              | 7                | @ Grizzlies de Memphis     | 13 décembre 2004 | 6        | Pacers de l'Indiana        | 15 mai 2012   |
| Contres                    | 5                | 2 fois                     | 2 fois           | 5        | @ Celtics de Boston        | 7 mai 2011    |
| Balles perdues             | 11               | Pacers de l'Indiana        | 26 janvier 2018  | 10       | 2 fois                     | 2 fois        |
| Minutes jouées             | 55               | Grizzlies de Memphis       | 29 novembre 2003 | 53       | @ Wizards de Washington    | 5 mai 2006    |

- Double-double : 706 (dont 130 en playoffs)
- Triple-double : 150 (dont 28 en playoffs incluant 10 en Finales NBA)

Dernière mise à jour : 8 mars 2025

### Records en carrière

#### Saison régulière
- Meilleur marqueur de l'histoire de la NBA en saison régulière avec 42 184 points (au 15 avril 2025)[147].
- Premier joueur de l'histoire de la NBA à dépasser les 39 000 points en carrière (le 22 novembre 2023)[148].
- Quatrième meilleur passeur de l'histoire de la NBA en saison régulière avec 11 009 passes décisives[149].
- Huitième meilleur intercepteur de l'histoire de la NBA en saison régulière avec 2 275 interceptions[150].
- Premier ailier de l'histoire de la NBA à délivrer au moins 10 passes décisives par match (2019-2020: 10,2 passes décisives par rencontre).
- Meilleur passeur ailier de l'histoire de la NBA avec 11 009 passes décisives.
- L'un des deux joueurs de l'histoire avec Oscar Robertson à être dans le top 20 des meilleurs marqueur (1er) et passeur (4e) de l'histoire de la saison régulière[149],[147].
- Seul joueur de l'histoire à être dans le top 10 des meilleurs marqueur (1er) et passeur (4e) et intercepteur (8e) de l'histoire de la saison régulière [151].
- Troisième joueur de l’histoire à terminer une saison avec plus de 2 250 points, 650 passes et 550 rebonds (les deux autres sont Michael Jordan en 1988-1989 et Oscar Robertson qui lui l'a réalisé quatre fois), lors de la saison 2009-2010 et la saison 2017-2018.
- Septième joueur de l'histoire de la NBA à marquer au moins 2 000 points pendant sept saisons consécutives (les six autres sont Wilt Chamberlain, Oscar Robertson, Alex English, Dominique Wilkins, Michael Jordan et Karl Malone).
- Troisième joueur de l'histoire de la NBA à marquer au moins 2 000 points pendant dix saisons. Les deux autres sont Karl Malone (12 saisons), Michael Jordan (11 saisons).
- Deuxième joueur de l'histoire de la NBA avec Oscar Robertson à avoir marqué au moins 2 000 points, pris 500 rebonds et donné 500 passes décisives par saison pendant 8 saisons.
- Seul joueur de l'histoire à avoir disputé 20 saisons à au moins 25 points par match[152].
- Seul joueur à réaliser pendant 20 saisons au moins 25 points, 6 rebonds et 6 passes décisives[153].
- L'un des cinq joueurs de l'histoire de la NBA à avoir terminé une saison avec plus de 2 000 points, 300 rebonds et 500 passes décisives lors de la saison NBA 2004-2005, saison NBA 2005-2006, saison NBA 2007-2008, saison NBA 2008-2009, saison NBA 2009-2010, saison NBA 2010-2011, saison NBA 2012-2013 et saison NBA 2017-2018 (avec Oscar Robertson (7 fois), John Havlicek (2 fois), Michael Jordan et Derrick Rose).
- L'un des trois joueurs de l'histoire de la NBA à avoir terminé trois saisons avec une moyenne d'au moins 24 points, 8 passes décisives et 4 rebonds par match (6 fois) avec Oscar Robertson (10 fois) et Jerry West (3 fois).
- Dixième joueur à gagner le titre de MVP des Finales et de MVP de la saison après : Willis Reed (Knicks de New York) en 1970, Kareem Abdul-Jabbar (Bucks de Milwaukee) en 1971, Moses Malone (76ers de Philadelphie) en 1983, Larry Bird (Celtics de Boston) en 1984 et 1986, Magic Johnson (Lakers de Los Angeles) en 1987, Michael Jordan (Bulls de Chicago) en 1991, 1992, 1996 et 1998, Hakeem Olajuwon (Rockets de Houston) en 1994, Shaquille O'Neal (Lakers de Los Angeles) en 2000 et Tim Duncan (Spurs de San Antonio) en 2003[154].
- Deuxième joueur après Michael Jordan à remporter durant la même année le titre de MVP de la saison régulière, de champion NBA, de MVP des Finales et de champion olympique avec la sélection nationale.
- Troisième joueur, après Wilt Chamberlain et Larry Bird, à avoir des statistiques de plus de 27 points, 8 rebonds et 7 passes avec un taux d'efficacité au tir de plus de 55 % sur un mois (c'est-à-dire au moins 10 matchs) en décembre 2012[155].
- Un des cinq joueurs à passer la barre des 20 000 points, 6 000 rebonds et 6 000 passes décisives en carrière après Kobe Bryant, Clyde Drexler, John Havlicek et Oscar Robertson.
- Deuxième joueur après Wilt Chamberlain à avoir plus de 30 points, 8 rebonds, 8 passes décisives avec un pourcentage de plus de 90 % sur un match (lors du match face aux Bobcats de Charlotte le 4 février 2013).
- Seul joueur de l'histoire de la NBA à effectuer six matchs consécutifs en marquant au moins 30 points et avec 60 % de réussite au tir [156].
- Deuxième joueur après Wilt Chamberlain à avoir marqué au moins 30 points pendant les sept matchs précédant le All-Star Game[157].
- Plus longue série de matchs consécutifs en saison régulière avec au moins 10 points marqués par match (série en cours) : il a dépassé les 1000 matchs le 31/12/2020, série qui a débuté il y plus de 15 ans [158].
- Premier joueur à gagner le titre de MVP des 5 premiers mois de la saison régulière (saison 2012-2013).[réf. nécessaire]
- Seul joueur avec Bill Russell à gagner 4 titres de MVP en 5 saisons.[réf. nécessaire]
- Cinquième joueur à avoir réalisé le plus de triple-doubles en saison régulière (122 fois) derrière Russell Westbrook (202), Oscar Robertson (181), Magic Johnson (138) et Nikola Jokić (156).
- L'un des deux joueurs à avoir réalisé au moins un triple-double contre l'une des trente franchise de la NBA avec Russell Westbrook[159].
- Seul joueur à avoir marqué 40 points contre chacune des franchises NBA.
- L'un des cinq joueurs à remporter au moins 4 titres de MVP de la saison régulière avec Kareem Abdul-Jabbar (6), Michael Jordan (5), Bill Russell (5) et Wilt Chamberlain (4).
- Record du nombre de trophée du meilleur joueur du mois d'une des deux conférences avec 37 titres de meilleur joueur du mois de la Conférence Est.
- Record du nombre de trophée du meilleur joueur de la semaine d'une des deux conférences avec 61 titres de meilleur joueur de la semaine de la Conférence Est.
- Seul joueur à avoir atteint au moins 30 000 points, 10 000 rebonds et 10 000 passes décisives en carrière.
- Deuxième joueur ayant la meilleure efficacité (Player Efficiency Rating) de l'histoire en saison régulière avec 27,49 derrière Michael Jordan (27,91)[160].
- Cinquième joueur ayant la plus haute moyenne de points marqués en carrière avec 27,13 points derrière Michael Jordan (30,12), Wilt Chamberlain (30,07), Elgin Baylor (27,36) et Kevin Durant (27,18)[161].
- Premier joueur de l'histoire de la NBA à atteindre les barres des 27 000 points, 7 000 rebonds et 7 000 passes decisives[162].
- Premier joueur de l'histoire de la NBA à atteindre les barres des 30 000 points, 10 000 rebonds et 10 000 passes decisives[84].
- Seul joueur de l'histoire à avoir été sélectionné 13 fois dans le premier cinq NBA de la saison réguliere[163].
- Seul joueur de l'histoire à avoir été sélectionné 16 fois dans l'un des trois cinq majeur de la saison réguliere[164].
- Premier joueur au nombre de matches avec au moins 20 points inscrits en saison régulière avec 1170 matches, devant Karl Malone (1134), Kareem Abdul Jabbar (1122)[165].
- Deuxième joueur au nombre de matches avec au moins 30 points inscrits en saison régulière avec (518) matches, derrière Michael Jordan (562) et devant Wilt Chamberlain (515)[166].
- Seul joueur de l'histoire de la NBA à atteindre la barre des 39 000 points.
- Premier et seul joueur de l’histoire de la NBA à atteindre la barre des 40 000 points en saison régulière.
- Seul joueur à avoir atteint au moins 40 000 points, 11 000 rebonds et 11 000 passes décisives en carrière.

#### Playoffs
- Meilleur marqueur de l'histoire des playoffs avec 8 289 points[167].
- Deuxième meilleur passeur de l'histoire des playoffs avec 2 095 passes derrière Magic Johnson (2 346 passes) [168].
- Quatrième meilleur rebondeur de l'histoire des playoffs avec 2 628 rebonds derrière Bill Russell (4 104), Wilt Chamberlain (3 913), Tim Duncan (2 859)[169].
- Meilleur rebondeur défensif avec 2186 rebonds, devant Tim Duncan (2081), Shaquille O'Neal (1642), Karl Malone (1560) et Larry Bird (1323)[170].
- Joueur ayant disputé le plus de matches de playoff avec 292 matches [171].
- Meilleur intercepteur de l'histoire des playoffs avec 493 interceptions[172].
- Joueur ayant remporté le plus de séries de playoffs avec 41[173].
- Joueur ayant inscrit le plus de lancers francs en playoffs avec 1819 lancers francs.
- Seul joueur avec 8000 points, 2000 rebonds et 2000 passes en playoffs.
- Cinquième joueur (après Magic Johnson, Larry Bird, James Worthy et Tim Duncan) à remporter le titre en réalisant un triple-double (26 points, 11 rebonds et 13 passes décisives durant le 5e match des Finales 2012), lors du 7e matches des Finales 2016 (27 points, 11 rebonds, 11 passes décisives) et lors du 6e matches des Finales 2020 (28 points, 14 rebonds, 10 passes décisives).
- Troisième joueur de l'histoire à réaliser un triple-double lors d'un match 7 en Final NBA lors du 7e matches des Finales 2016 (27 points, 11 rebonds, 11 passes décisives) après Jerry West (1969) et James Worthy(1988)[174].
- Seul joueur de l'histoire à réaliser un triple-double de moyenne en Finales NBA.
- Troisième joueur à avoir inscrit le plus de 3 points en playoffs avec 460 paniers derrière Stephen Curry (618) et Klay Thompson (501).
- Deuxième meilleur marqueur lors des finals avec 1 562 points derrière Jerry West (1 679) [175].
- Deuxième meilleur passeur lors des finals avec 430 derrière Magic Johnson (584).
- Deuxième meilleur intercepteur lors des finals avec (93) derrière Magic Johnson (102).
- Quatrième meilleur rebondeur lors des finals avec (561) derrière Bill Russell (1 718), Wilt Chamberlain (862) et Elgin Baylor (603).
- Quatrième joueur à avoir disputé le plus de matches en finals NBA avec 55 matches derrirèe Bill Russell (70), Sam Jones (64) et Kareem Abdul-Jabbar (56).
- Record du nombre de rencontres de playoffs avec 25 points, 5 rebonds et 5 passes décisives avec 142 matches[176].
- Record du nombre de rencontres de playoffs avec 30 points, 5 rebonds et 5 passes décisives avec 93 matches [177].
- Record du nombre de rencontres de playoffs avec 30 points 10 rebonds et 10 passes avec 15 matches[178].
- Record du nombre de rencontres de playoffs avec 30 points et 10 passes décisives avec 21 matches[179].
- Record du nombre de rencontres de playoffs avec 40 points et 10 passes avec 5 matches[180].
- Troisième joueur de l'histoire après Michael Jordan et Kobe Bryant à atteindre les 5 000 points, 1 000 rebonds et 1 000 passes en playoffs[181].
- 1er joueur au nombre de matches avec au moins 10 points inscrits en playoffs avec 258 matches[182].
- 1er joueur au nombre de matches avec au moins 20 points inscrits en playoffs avec 232 matches[183].
- 1er joueur au nombre de matches avec au moins 25 points inscrits en playoffs avec 181 matches[184].
- 1er joueur au nombre de matches avec au moins 30 points inscrits en playoffs avec 118 matches[185].
- Deuxième joueur au nombre de matches avec au moins 40 points inscrits en playoffs avec 28 matches, derrière Michael Jordan (38 matches).
- L'un des deux joueurs à remporter au moins 4 titres de MVP des finales avec Michael Jordan (6).
- Seul joueur de l'histoire de la NBA à dominer les principales catégories statistiques (point, rebond, passe décisive, interception et contre) des 2 équipes en Finals NBA avec 29,7 points, 11,3 rebonds, 8,9 passes décisives, 2,6 interceptions et 2,3 contres lors des finals 2016[186].
- Deuxième joueur à avoir réalisé le plus de triple-double en playoffs (28 fois) derrière Magic Johnson (30 fois)[187].
- Record du nombre de triple-doubles en finale NBA des playoffs : 11 fois.
- Sixième joueur ayant la plus haute moyenne de points marqués en playoffs avec 28,69 points[188].
- Sixième joueur ayant la plus haute moyenne de points marqués en Finales NBA avec 28,40 points[189].
- Troisième joueur ayant la meilleure efficacité (Player Efficiency Rating) de l'histoire des playoffs avec 28,28 derrière Michael Jordan (28,60) et George Mikan (28,51)[190].
- Record du nombre de paniers inscrits en playoffs avec 2671 paniers inscrits[191].
- Joueur ayant marqué le plus de points en playoffs lors des éditions 2007 (501), 2012 (697), 2013 (596), 2015 (601), 2017 (591) et 2018 (748)[192].
- Joueur ayant fait le plus de passes en playoffs lors des éditions 2007 (159), 2013 (152), 2015 (169), 2017 (141), 2018 (198) et 2020 (184).
- Joueur ayant obtenu le plus de rebonds en playoffs lors de l'édition 2012 (224) et 2020 (226).
- Joueur ayant fait le plus d'interceptions en playoffs lors des éditions 2007 (34), 2013 (41) et 2016 (49).
- Joueur ayant la meilleure moyenne de points en playoffs lors des éditions 2009 (35,3), 2012 (30,3) et 2018 (34)[193].
- 2e joueur ayant marqué le plus de points lors d'une édition de playoffs avec 748 derrière Michael Jordan (759) [194].
- Joueur ayant remporté le plus de match en playoff avec 172 matches.
- L'un des quatre joueurs ayant disputé au moins 10 finales NBA avec Bill Russell (12), Sam Jones (11) et Kareem Abdul-Jabbar (10).
- Seul joueur à remporter le titre de MVP des finals avec 3 franchises différentes (Heat de Miami, Cavaliers de Cleveland et Lakers de Los Angeles).

#### All-Star Game
- L'un des quatre joueurs de l'histoire avec Michael Jordan, Dwyane Wade et Kevin Durant à réaliser un triple-double lors d'un All-Star Game avec 29 points, 12 rebonds et 10 passes décisives.
- Troisième joueur ayant marqué le plus de paniers à 3 points dans l'histoire du NBA All-Star Game avec 41 paniers réussis, derrière Stephen Curry (51) et Damian Lillard (42)[195].
- Meilleur marqueur dans l'histoire du NBA All-Star Game avec 434 points[196].
- L'un des six joueurs de l'histoire à avoir remporté au moins 3 titres de MVP du All-Star Game avec Kobe Bryant (4), Bob Pettit (4), Michael Jordan (3), Shaquille O'Neal (3) et Oscar Robertson (3).
- Troisième meilleur passeur de l'histoire du All-Star Game avec 113 passes derrière Chris Paul (128) et Magic Johnson (127)[195].
- L'un des 3 joueurs de l'histoire à avoir été sélectionné au minimum 16 fois dans un All-Star Game avec Kareem Abdul Jabbar (19) et Kobe Bryant (18).
- Seul joueur de l'histoire à avoir été sélectionné 20 fois dans un All-Star Game[196].

### Records de franchise
Avec les Cavaliers de Cleveland
- Record de points : 23 119.
- Record d'interceptions : 1 376.
- Record de minutes jouées : 33 130.
- Record de tirs marqués : 8 369.
- Record de tirs tentés : 17 022.
- Records de lancers francs marqués : 5 130.
- Records de lancers francs tentés : 6 998.
- Records de passes décisives : 6 228.
- Records de rebonds : 6 190.
- Record de ballons perdus : 2 973.

### Records de précocité
- Plus jeune joueur à avoir été choisi premier choix d'une draft (à 18 ans)[198].
- Fait partie des cinq joueurs (avec Michael Jordan, Luka Dončić, Oscar Robertson et Tyreke Evans) à avoir réalisé plus de 20 points, 5 rebonds et 5 passes de moyenne lors de sa saison de rookie[198].
- Plus jeune joueur à être élu Rookie of the Year (à 19 ans)[198].
- Plus jeune joueur de l'histoire de la NBA à être élu MVP du All-Star Game à 21 ans et 55 jours[198].
- Plus jeune joueur de l'histoire de la NBA à être élu dans la All-NBA First Team à 21 ans et 138 jours[198].
- Plus jeune joueur à avoir atteint 2 000 points dans une saison (2004-2005).
- Plus jeune joueur à marquer plus de 2 000 points pendant sept saisons consécutives (à 28 ans).
- Plus jeune joueur à marquer plus de 30 points de moyenne en une saison[198].
- Plus jeune joueur à apparaître dans une All-NBA Team[199].
- Plus jeune joueur à atteindre 6 000 points en carrière (à 21 ans et 89 jours).
- Plus jeune joueur à atteindre 9 000 points en carrière le 18 décembre 2007 (à 22 ans et 352 jours).
- Plus jeune joueur à atteindre 10 000 points en carrière le 27 février 2008 (à 23 ans et 59 jours)[200].
- Plus jeune joueur à atteindre 10 000 points, 2 500 rebonds, 2 500 passes, 700 interceptions et 300 contres, le 5 novembre 2008 lors de son 395e match NBA[201] (Michael Jordan avait dû attendre son 417e match).
- Plus jeune joueur à atteindre 12 000 points en carrière le 3 février 2009 (à 24 ans et 35 jours)[202].
- Plus jeune joueur à atteindre 15 000 points en carrière le 19 mars 2010 (à 25 ans et 80 jours)[203].
- Plus jeune joueur à atteindre 17 000 points en carrière le 18 mars 2011 (à 26 ans et 78 jours)[204].
- Plus jeune joueur à atteindre 18 000 points en carrière le 3 février 2012 (à 27 ans et 35 jours).
- Plus jeune joueur à atteindre 19 000 points en carrière le 19 avril 2012 (à 27 ans et 111 jours).
- Plus jeune joueur à atteindre 20 000 points en carrière le 16 janvier 2013 (à 28 ans et 17 jours)[198].
- Plus jeune joueur à atteindre 20 000 points, 5 000 passes et 5 000 rebonds à l'âge de 28 ans et 17 jours.
- Plus jeune joueur à atteindre 20 000 points, 6 000 passes et 6 000 rebonds à l'âge de 28 ans et 362 jours.
- Plus jeune joueur à atteindre 5 000 passes et 5 000 rebonds à l'âge de 28 ans et 17 jours (Oscar Robertson avait du attendre 28 ans et 91 jours pour le faire).
- Plus jeune joueur à atteindre 21 000 points en carrière le 6 avril 2013 (à 28 ans et 97 jours).
- Plus jeune joueur à atteindre 22 000 points en carrière le 10 janvier 2014 (à 29 ans et 11 jours)[205].
- Plus jeune joueur à atteindre 23 000 points en carrière le 4 avril 2014 (à 29 ans et 95 jours)[206].
- Plus jeune joueur à atteindre 24 000 points en carrière le 16 janvier 2015 (à 30 ans et 17 jours)[207].
- Plus jeune joueur à atteindre 25 000 points en carrière le 2 novembre 2015 (à 30 ans et 307 jours)[208].
- Plus jeune joueur à atteindre 26 000 points en carrière le 29 janvier 2016 (à 31 ans et 30 jours)[209].
- Plus jeune joueur à atteindre 27 000 points en carrière le 11 novembre 2016 (à 31 ans et 317 jours)[210].
- Plus jeune joueur à atteindre 28 000 points en carrière le 4 février 2017 (à 32 ans et 36 jours)[211].
- Plus jeune joueur à atteindre 29 000 points en carrière le 3 novembre 2017 (à 32 ans et 308 jours)[212].
- Plus jeune joueur à atteindre 30 000 points en carrière le 23 janvier 2018 (à 33 ans et 24 jours).
- Plus jeune joueur à atteindre 31 000 points en carrière le 6 avril 2018 (à 33 ans et 97 jours).
- Plus jeune joueur à atteindre 32 000 points en carrière le 5 février 2019 (à 34 ans et 37 jours).
- Plus jeune joueur à atteindre 33 000 points en carrière le 28 novembre 2019 (à 34 ans et 333 jours).
- Plus jeune joueur à atteindre 34 000 points en carrière le 7 mars 2020 (à 35 ans et 67 jours).
- Plus jeune joueur à atteindre 35 000 points en carrière.
- Plus jeune joueur à atteindre 36 000 points en carrière le 28 décembre 2021 (à 36 ans et 363 jours)[80].
- Plus jeune joueur à atteindre 37 000 points en carrière le 27 mars 2022 (à 37 ans et 89 jours).
- Plus jeune joueur à atteindre 38 000 points en carrière le 15 janvier 2023 (à 38 ans et 15 jours)
- Plus jeune joueur à atteindre 39 000 points en carrière le 22 novembre 2023 (à 38 ans et 326 jours).

- Plus jeune joueur à avoir réalisé un triple-double en playoffs à 21 ans et 113 jours avec 32 points, 11 rebonds et 11 passes décisives le 22 avril 2006 contre les Wizards de Washington[198].
- Plus jeune joueur à avoir eu le plus de votes pour participer au NBA All-Star Game.
- Plus jeune joueur à avoir marqué 30 points sur un match avec 33 points, le 29 novembre 2003 face aux Grizzlies de Memphis à l'âge de 18 ans et 334 jours.
- Plus jeune joueur à avoir marqué 40 points sur un match avec 41 points, le 27 mars 2004 face aux Nets du New Jersey à l'âge de 19 ans et 88 jours[198].
- Il a détenu un temps le record du joueur le plus jeune de la NBA à avoir inscrit plus de 50 points en un match avec 56 points le 20 mars 2005 contre les Raptors de Toronto, il a depuis été dépassé par Brandon Jennings[213].
- Plus jeune joueur à marquer plus de 2000 points dans 8 saisons différentes à 28 ans (l'ancien détenteur du record était Michael Jordan, avec 8 saisons à 30 ans)[214].
- Plus jeune joueur quadruple MVP.
- Plus jeune joueur à atteindre les 4000 points en playoffs à 29 ans et 127 jours.
- Plus jeune joueur à atteindre les 5000 points en playoffs à 30 ans.
- Plus jeune joueur à atteindre les 6000 points en playoffs à 32 ans.
- Plus jeune joueur à atteindre les 7000 points en playoffs à 34 ans.
- Plus jeune joueur à atteindre les 8000 points en playoffs à 38 ans.

## Statistiques

### Saison régulière
| MVP de la saison | Champion NBA | Meilleur joueur de cette catégorie statistique de la saison | Recrue/rookie de la saison |

gras = ses meilleures performances
Statistiques en saison régulière
| Saison        | Équipe        | Matchs | Titul. | Min./m | % Tir | % 3pts | % LF | Rbds/m. | Pass/m. | Int/m. | Ctr/m. | Pts/m. |
| ------------- | ------------- | ------ | ------ | ------ | ----- | ------ | ---- | ------- | ------- | ------ | ------ | ------ |
| 2003-2004     | Cleveland     | 79     | 79     | 39,5   | 41,7  | 29,0   | 75,4 | 5,50    | 5,90    | 1,70   | 0,70   | 20,90  |
| 2004-2005     | Cleveland     | 80     | 80     | 42,4   | 47,2  | 35,1   | 75,0 | 7,40    | 7,20    | 2,20   | 0,70   | 27,20  |
| 2005-2006     | Cleveland     | 79     | 79     | 42,5   | 48,0  | 33,5   | 73,8 | 7,00    | 6,60    | 1,60   | 0,80   | 31,40  |
| 2006-2007     | Cleveland     | 78     | 78     | 40,9   | 47,6  | 31,9   | 69,8 | 6,70    | 6,00    | 1,60   | 0,70   | 27,30  |
| 2007-2008     | Cleveland     | 75     | 74     | 40,4   | 48,4  | 31,5   | 71,2 | 7,90    | 7,20    | 1,80   | 1,10   | 30,00  |
| 2008-2009     | Cleveland     | 81     | 81     | 37,7   | 49,8  | 34,4   | 78,0 | 7,60    | 7,30    | 1,70   | 1,20   | 28,40  |
| 2009-2010     | Cleveland     | 76     | 76     | 39,0   | 50,3  | 33,3   | 76,7 | 7,30    | 8,60    | 1,60   | 1,00   | 29,70  |
| 2010-2011     | Miami         | 79     | 79     | 38,8   | 51.0  | 33,0   | 75,9 | 7,50    | 7,00    | 1,60   | 0,60   | 26,70  |
| 2011-2012*    | Miami         | 62     | 62     | 37,5   | 53,1  | 36,2   | 77,1 | 7,90    | 6,20    | 1,90   | 0,80   | 27,20  |
| 2012-2013     | Miami         | 76     | 76     | 37,9   | 56,5  | 40,6   | 75,3 | 8,00    | 7,30    | 1,70   | 0,90   | 26,80  |
| 2013-2014     | Miami         | 77     | 77     | 37,7   | 56,7  | 37,9   | 75,0 | 6,90    | 6,30    | 1,60   | 0,30   | 27,10  |
| 2014-2015     | Cleveland     | 69     | 69     | 36,1   | 48,8  | 35,4   | 71,0 | 6,00    | 7,40    | 1,60   | 0,70   | 25,30  |
| 2015-2016     | Cleveland     | 76     | 76     | 35,6   | 52,0  | 30,9   | 73,1 | 7,40    | 6,80    | 1,40   | 0,60   | 25,30  |
| 2016-2017     | Cleveland     | 74     | 74     | 37,8   | 54,8  | 36,3   | 67,4 | 8,60    | 8,70    | 1,20   | 0,60   | 26,40  |
| 2017-2018     | Cleveland     | 82     | 82     | 36,9   | 54,2  | 36,7   | 73,1 | 8,70    | 9,10    | 1,40   | 0,90   | 27,50  |
| 2018-2019     | L.A. Lakers   | 55     | 55     | 35,2   | 51,0  | 33,9   | 66,5 | 8,50    | 8,30    | 1,30   | 0,60   | 27,40  |
| 2019-2020**   | L.A. Lakers   | 67     | 67     | 34,6   | 49,3  | 34,8   | 69,3 | 7,80    | 10,20   | 1,20   | 0,50   | 25,30  |
| 2020-2021     | L.A. Lakers   | 45     | 45     | 33,4   | 51,3  | 36,5   | 69,8 | 7,70    | 7,80    | 1,10   | 0,60   | 25,00  |
| 2021-2022     | L.A. Lakers   | 56     | 56     | 37,2   | 52,4  | 35,9   | 75,6 | 8,20    | 6,20    | 1,30   | 1,10   | 30,30  |
| 2022-2023     | L.A. Lakers   | 55     | 54     | 35,5   | 50,0  | 32,1   | 76,8 | 8,30    | 6,80    | 0,90   | 0,60   | 28,90  |
| 2023-2024     | L.A. Lakers   | 71     | 71     | 35,3   | 54,0  | 41,0   | 75,0 | 7,30    | 8,30    | 1,30   | 0,50   | 25,70  |
| 2024-2025     | L.A. Lakers   | 70     | 70     | 34,9   | 51,3  | 37,6   | 78,2 | 7,80    | 8,20    | 1,00   | 0,60   | 24,40  |
| Carrière      | Carrière      | 1562   | 1560   | 37,8   | 50,6  | 34,9   | 73,7 | 7,50    | 7,40    | 1,50   | 0,70   | 27,00  |
| All-Star Game | All-Star Game | 20     | 20     | 27,25  | 51,3  | 29,7   | 72,5 | 5,70    | 5,65    | 1,10   | 0,40   | 21,70  |

Notes :

* Saison réduite de 82 à 66 matchs en raison du lock-out.

** Saison raccourcie en raison de la pandémie de Covid-19.
Dernière modification le 2 mai 2025.

### Playoffs
Légende :
| Titre MVP des finales NBA |

Statistiques en playoffs
| Saison   | Équipe      | Matchs | Titul. | Min./m | % Tir | % 3pts | % LF | Rbds/m. | Pass/m. | Int/m. | Ctr/m. | Pts/m. |
| -------- | ----------- | ------ | ------ | ------ | ----- | ------ | ---- | ------- | ------- | ------ | ------ | ------ |
| 2006     | Cleveland   | 13     | 13     | 46,5   | 47,6  | 33,3   | 73,7 | 8,10    | 5,90    | 1,40   | 0,70   | 30,80  |
| 2007     | Cleveland   | 20     | 20     | 44,7   | 41,6  | 28,0   | 75,5 | 8,10    | 8,00    | 1,70   | 0,50   | 25,10  |
| 2008     | Cleveland   | 13     | 13     | 42,5   | 41,1  | 25,7   | 73,1 | 7,90    | 7,60    | 1,80   | 1,30   | 28,20  |
| 2009     | Cleveland   | 14     | 14     | 41,4   | 51,0  | 33,3   | 74,9 | 9,10    | 7,30    | 1,60   | 0,90   | 35,30  |
| 2010     | Cleveland   | 11     | 11     | 41,8   | 50,2  | 40,0   | 73,3 | 9,30    | 7,60    | 1,70   | 1,80   | 29,10  |
| 2011     | Miami       | 21     | 21     | 43,9   | 46,6  | 35,3   | 76,3 | 8,40    | 5,90    | 1,70   | 1,20   | 23,70  |
| 2012     | Miami       | 23     | 23     | 42,7   | 50,0  | 25,9   | 73,9 | 9,70    | 5,60    | 1,90   | 0,70   | 30,30  |
| 2013     | Miami       | 23     | 23     | 41,7   | 49,1  | 37,5   | 77,7 | 8,40    | 6,60    | 1,80   | 0,80   | 25,90  |
| 2014     | Miami       | 20     | 20     | 38,2   | 56,5  | 40,7   | 80,6 | 7,10    | 4,80    | 1,90   | 0,60   | 27,40  |
| 2015     | Cleveland   | 20     | 20     | 42,2   | 41,7  | 22,7   | 73,1 | 11,30   | 8,50    | 1,70   | 1,10   | 30,10  |
| 2016     | Cleveland   | 21     | 21     | 39,1   | 52,5  | 34,0   | 66,1 | 9,50    | 7,60    | 2,30   | 1,30   | 26,30  |
| 2017     | Cleveland   | 18     | 18     | 41,3   | 56,5  | 41,1   | 69,8 | 9,10    | 7,80    | 1,90   | 1,30   | 32,80  |
| 2018     | Cleveland   | 22     | 22     | 41,9   | 53,9  | 34,2   | 74,6 | 9,10    | 9,00    | 1,40   | 1,00   | 34,00  |
| 2020     | L.A. Lakers | 21     | 21     | 36,3   | 56,0  | 37,0   | 72,0 | 10,80   | 8,80    | 1,20   | 0,90   | 27,60  |
| 2021     | L.A. Lakers | 6      | 6      | 37,3   | 47,4  | 37,5   | 60,9 | 7,20    | 8,00    | 1,50   | 0,30   | 23,30  |
| 2023     | L.A. Lakers | 16     | 16     | 38,7   | 49,8  | 26,4   | 76,1 | 9,90    | 6,50    | 1,10   | 1,10   | 24,50  |
| 2024     | L.A. Lakers | 5      | 5      | 40,8   | 56,6  | 38,5   | 73,9 | 6,80    | 8,80    | 2,40   | 1,00   | 27,80  |
| 2025     | L.A. Lakers | 5      | 5      | 40,8   | 48,9  | 35,7   | 77,5 | 9,00    | 5,60    | 2,00   | 1,80   | 25,40  |
| Carrière | Carrière    | 292    | 292    | 41,3   | 49,6  | 33,3   | 74,1 | 9,00    | 7,20    | 1,70   | 1,00   | 28,40  |

Dernière mise à jour le 2 mai 2025

## Salaires

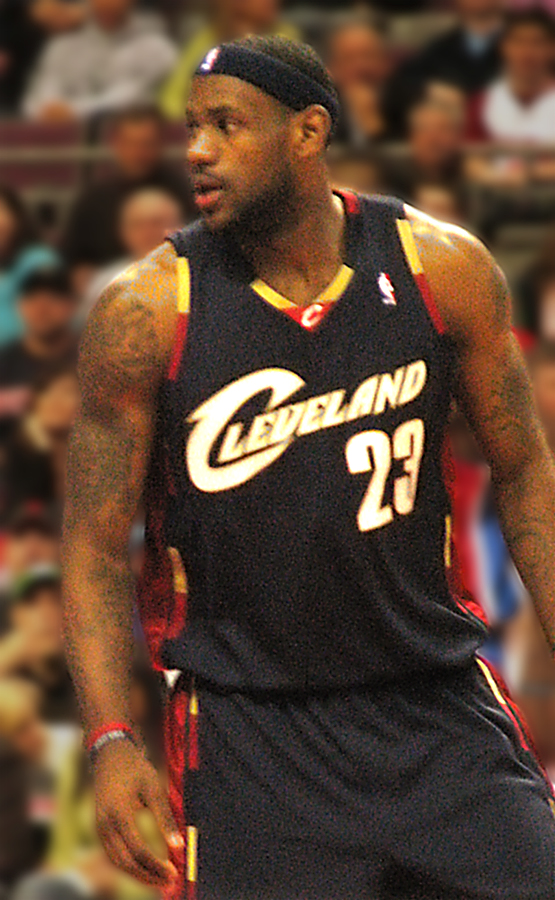
LeBron James avec les Cavaliers de Cleveland en avril 2007.

Les gains de LeBron James en NBA sont les suivants, :
| Saison      | Équipe                 | Salaire       |
| ----------- | ---------------------- | ------------- |
| 2003-2004   | Cavaliers de Cleveland | 4 018 920 $   |
| 2004-2005   | Cavaliers de Cleveland | 4 320 360 $   |
| 2005-2006   | Cavaliers de Cleveland | 4 621 800 $   |
| 2006-2007   | Cavaliers de Cleveland | 5 828 090 $   |
| 2007-2008   | Cavaliers de Cleveland | 13 041 250 $  |
| 2008-2009   | Cavaliers de Cleveland | 14 410 581 $  |
| 2009-2010   | Cavaliers de Cleveland | 15 779 912 $  |
| 2010-2011   | Heat de Miami          | 14 500 000 $  |
| 2011-2012   | Heat de Miami          | 16 022 500 $  |
| 2012-2013   | Heat de Miami          | 17 545 000 $  |
| 2013-2014   | Heat de Miami          | 19 067 500 $  |
| 2014-2015*  | Cavaliers de Cleveland | 20 644 400 $  |
| 2015-2016   | Cavaliers de Cleveland | 22 971 000 $  |
| 2016-2017   | Cavaliers de Cleveland | 30 963 450 $  |
| 2017-2018   | Cavaliers de Cleveland | 33 285 709 $  |
| 2018-2019   | Lakers de Los Angeles  | 35 654 150 $  |
| 2019-2020   | Lakers de Los Angeles  | 37 436 858 $  |
| 2020-2021   | Lakers de Los Angeles  | 39 219 565 $  |
| 2021-2022   | Lakers de Los Angeles  | 41 180 544 $  |
| 2022-2023   | Lakers de Los Angeles  | 44 474 988 $  |
| 2023-2024   | Lakers de Los Angeles  | 47 607 350 $  |
| Total Gains | Total Gains            | 482 593 928 $ |
| 2024-2025   | Lakers de Los Angeles  | 48 728 845 $  |
| 2025-2026   | Lakers de Los Angeles  | 52 627 153 $  |

Note : * Pour la saison 2014-2015, le salaire moyen d'un joueur évoluant en NBA est de 4 500 000 $.
Avec 127 millions de dollars de revenus dont 90 millions de revenus publicitaires, il est le sportif le mieux payé au monde en 2022.

## Vie privée
LeBron James a trois enfants : LeBron James Jr., dit Bronny, né le 6 octobre 2004, Bryce Maximus James né le 14 juin 2007 (le matin du match 4 de la finale NBA face aux Spurs de San Antonio) et Zhuri, la cadette née le 28 octobre 2014. Savannah Brinson est sa compagne depuis le lycée.[réf. souhaitée]
LeBron James est un bon ami de Jay-Z et il considère Dwyane Wade ainsi que Chris Paul comme ses frères.[réf. souhaitée]

## Engagements politiques et sociaux
En juin 2008, James fait un don de 20 000 dollars au comité de soutien de Barack Obama.
Lors de l'élection présidentielle de 2016, il soutient la candidature d'Hillary Clinton.
En 2018, il accuse le président Trump de diviser le pays et d'attiser le racisme dans le sport.
En juin 2020, LeBron James fonde et préside l'association More than a Vote qui consiste a encourager les personnes afro-américaines à aller voter.

## Musique et cinéma
Le guitariste Buckethead a composé quatre chansons en son hommage : King James, LeBron, LeBron's hammer et Lebrontron.
Il apparaît dans le clip Forever de Drake, aux côtés de Lil Wayne, Kanye West et Eminem.
Il participe à l'épisode 8 de la saison 16 des Simpson dans lequel il joue son propre rôle, aux côtés, entre autres, de Michelle Kwan, Warren Sapp, Yao Ming et Tom Brady.
Il apparaît également dans l'épisode final de la saison 6 de la série Entourage au côté de Matt Damon et en tant que référence dans les épisodes « Captain Konstadt », « L'Éveil de Mystérion » et « Le Coon contre le Coon et sa bande » de la série South Park. Eric Cartman en utilise les techniques de « manipulation » afin de manipuler Cthulhu.
LeBron James apparaît dans un épisode de la série américaine Ma famille d'abord. Il succède à Jay-Z en tant qu'ambassadeur du jeu vidéo NBA 2K14. LeBron James a aussi un second rôle dans le film Crazy Amy, qui sort en 2015 au cinéma.
LeBron James est le producteur de la série télévisée Survivor's Remorse (en) qui est diffusée sur Starz entre 2014 et 2017.
Il est à l'affiche de Space Jam 2 de Malcolm D. Lee, sorti en 2021.

## Revenus et investissements
James est sous contrat avec Nike, Sprite, Glacéau de Vitaminwater l'eau minérale de Coca-Cola, les chewing-gum Bubblicious (en) de la société Cadbury, Microsoft pour un partenariat avec MSN en association avec la société LRMR qu'il a monté avec un ami d'enfance, mais également Kellogg's et Upper Deck. Avec Nike, James a créé et apposé son nom à plusieurs paires de chaussures.
En décembre 2007, James est classé numéro 1 par le magazine Forbes dans le Top 20 des personnes de moins de 25 ans les plus riches avec des revenus annuels de 27 millions de dollars.
En août 2008, une source proche de James déclare qu'il songerait sérieusement à jouer en Europe, à l'Olympiakós s'il touchait un salaire annuel de 50 millions de dollars.
LeBron James a également signé de nouveaux contrats publicitaires avec Cub Cadet (en) une société de l'Ohio (son État d'origine) et State Farm Insurance, société d'assurance et d'investissement. Il a également tourné un spot pour McDonald's avec Dwight Howard faisant un concours de dunks diffusé lors du Super Bowl XLIV (en 2010), un remake de la publicité d'il y a deux décennies avec Michael Jordan et Larry Bird se lançant un défi en tirant au panier à des distances improbables, on voit d'ailleurs ce dernier apparaître à la fin du spot en guise de clin d'œil au passé.
En avril 2011, LeBron James, via sa société de marketing, prend une part minoritaire (environ 2 %) dans le capital du club de football de Liverpool. Cette même année, James rejoint le « club des ambassadeurs » de la marque de montres suisses Audemars Piguet.
En mars 2021, James devient actionnaire minoritaire du Fenway Sports Group, une société qui est propriétaire de différents clubs sportifs dont l'équipe de football de Liverpool, l'équipe de baseball des Red Sox de Boston puis à partir de décembre 2021, l'équipe de hockey sur glace des Penguins de Pittsburgh,.
En juillet 2021, selon une estimation, les gains en carrière de James atteignent 1 milliard de dollars. Environ 300 millions proviennent de ses revenus sportifs alors que les revenus de ses sponsors publicitaires sont estimés à 64 millions de dollars pour 2021 et 700 millions depuis le début de sa carrière,.
En juin 2022, Forbes considère que LeBron James est milliardaire. Pendant sa carrière, il a gagné environ 400 millions de dollars comme joueur et 900 millions dans des placements, investissements et revenus publicitaires. Il devient le premier joueur de basket-ball en activité à franchir ce cap.
LeBron James annonce peu après qu'il souhaite acquérir une équipe NBA qui serait localisée à Las Vegas.

## Filmographie
- 2015 : Crazy Amy : lui-même
- 2015 : Survivor's Remorse (en) (série) : lui-même
- 2018 : Yéti et Compagnie (film d'animation) : Gwangi (voix)
- 2021 : Space Jam : Nouvelle Ère : lui-même
- 2022 : Le Haut du panier (Hustle) de Jeremiah Zagar (producteur uniquement)
- 2021 : Dans la Saison 7 Invasion, Chapitre 2 du jeu vidéo Fortnite, une apparence du personnage LeBron James est disponible dans la boutique en ligne
- 2022 : Dans le jeu mobile Looney Tunes Monde en Pagaille, LeBron James apparaît dans l’équipe Tunes Squad[238]

#### Saison régulière
- Liste des joueurs en NBA ayant joué plus de 1 000 matchs en carrière.
- Liste des joueurs les plus assidus en NBA en carrière.
- Liste des meilleurs marqueurs en NBA en carrière.
- Liste des meilleurs marqueurs à trois points en NBA en carrière.
- Liste des meilleurs tireurs de lancers francs en NBA en carrière.
- Liste des meilleurs rebondeurs en NBA en carrière.
- Liste des meilleurs passeurs en NBA en carrière.
- Liste des meilleurs intercepteurs en NBA en carrière.
- Liste des joueurs NBA ayant perdu le plus de ballons en carrière.
- Liste des joueurs de NBA avec 60 points et plus sur un match.
- Liste des joueurs les plus assidus en NBA par saison.
- Liste des meilleurs marqueurs en NBA par saison.
- Liste des meilleurs passeurs en NBA par saison.

#### Playoffs
- Liste des joueurs en NBA ayant joué le plus de matchs en playoffs.
- Liste des joueurs les plus assidus en NBA en playoffs.
- Liste des meilleurs marqueurs en NBA en playoffs.
- Liste des meilleurs marqueurs à trois points en NBA en playoffs.
- Liste des meilleurs tireurs de lancers francs en NBA en playoffs.
- Liste des meilleurs rebondeurs en NBA en playoffs.
- Liste des meilleurs passeurs en NBA en playoffs.
- Liste des meilleurs intercepteurs en NBA en playoffs.
- Liste des meilleurs contreurs en NBA en playoffs.
- Liste des joueurs NBA ayant perdu le plus de ballons en playoffs.
- Liste des joueurs de NBA avec 50 points et plus sur un match de playoffs.

### Documentaire
- DVD : More Than a Game, réalisé par Kristopher Belman, 2 février 2010, Lionsgate.